# Margaret của Liên hiệp Anh
Margaret của Liên hiệp Anh (Margaret Rose; 21 tháng 8 năm 1930 – 9 tháng 2 năm 2002) là con gái út của George VI của Liên hiệp Anh và Elizabeth Bowes-Lyon và là người em ruột duy nhất của Nữ vương Elizabeth II.
Cuộc sống của Margaret đã thay đổi đáng kể vào năm 6 tuổi, khi bác ruột bà là Quốc vương Edward VIII thoái vị để kết hôn với Wallis Simpson. Cha của Margaret sau đó trở thành Quốc vương, chị gái của bà trở thành người kế vị và bà đứng thứ hai trong danh sách kế vị ngai vàng. Trong Chiến tranh thế giới thứ hai, hai chị em sống tại Lâu đài Windsor bất chấp những lời đề nghị di tản họ đến Canada. Trong những năm chiến tranh, bà được coi là còn quá trẻ để thực hiện bất kỳ nhiệm vụ chính thức nào và thay vào đó là tiếp tục việc học của mình.
Sau chiến tranh, Margaret trở thành một trong những nhân vật nổi tiếng nhất thế giới, với lối sống hào hoa và những mối tình lãng mạn nổi tiếng. Nổi tiếng nhất là việc bà đã yêu Đại tá Peter Townsend. Năm 1952, cha bà qua đời, chị gái bà trở thành Nữ vương và Townsend ly dị vợ, Rosemary. Ông cầu hôn Margaret vào đầu năm sau. Nhiều người trong chính phủ tin rằng Townsend sẽ là một người chồng không phù hợp với người em gái 22 tuổi của Nữ vương và Giáo hội Anh không cho phép kết hôn với một người đàn ông đã ly dị. Margaret sau cùng từ bỏ kế hoạch của mình với Townsend và kết hôn với nhiếp ảnh gia Antony Armstrong-Jones vào năm 1960; Nữ vương đã phong cho ông làm Bá tước xứ Snowdon. Cặp vợ chồng có một cậu con trai, David và một cô con gái, Sarah, trước khi ly hôn vào năm 1978.
Margaret thường được xem là một thành viên tai tiếng của Vương thất Anh. Cuộc ly hôn của bà nhận được nhiều dư luận tiêu cực và cuộc sống riêng tư của bà trong nhiều năm từng là chủ đề bàn tán sôi nổi của giới truyền thông và những người theo dõi Vương thất. Sức khỏe của bà dần trở nên xấu đi trong hai thập kỷ cuối đời. Bà là người nghiện thuốc lá nặng trong phần lớn thời trưởng thành của mình và đã phẫu thuật phổi vào năm 1985, một đợt viêm phổi vào năm 1993 và trải qua ít nhất ba cơn đột quỵ trong khoảng thời gian từ năm 1998 đến 2001. Bà qua đời tại Luân Đôn vào ngày 9 tháng 2 năm 2002 sau khi trải qua cơn đột quỵ lần thứ tư và cuối cùng ở tuổi 71.

## Thời thơ ấu

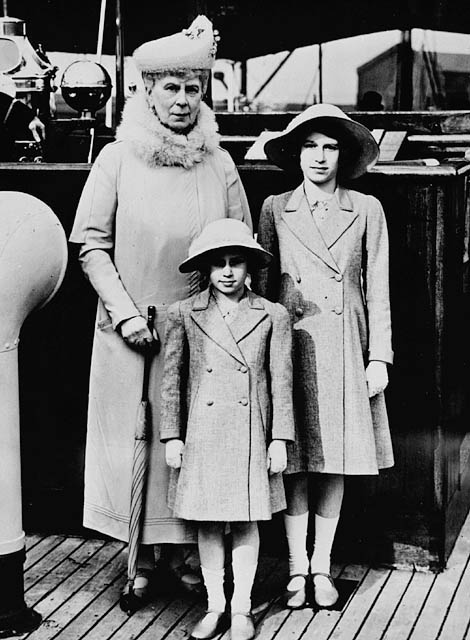
Margaret (phía trước) với bà nội Mary và chị gái Elizabeth, tháng 5 năm 1939.

Margaret sinh ngày 21 tháng 8 năm 1930 tại Lâu đài Glamis ở Scotland, ngôi nhà tổ tiên của gia đình mẹ bà và được gọi một cách trìu mến là "Margot" trong gia đình. Bà được đỡ đầu bởi Ngài Henry Simson, bác sĩ sản khoa Vương thất. Thư ký gia đình, J. R. Clynes, đã có mặt để xác thực sự ra đời. Việc đăng ký khai sinh đã bị trì hoãn trong vài ngày để tránh việc bà bị đánh số 13 trong đăng ký giáo xứ.
Vào thời điểm chào đời, bà đứng thứ tư trong danh sách kế vị ngai vàng Anh Quốc. Cha bà là George, Công tước xứ York (sau này là Quốc vương George VI), con trai thứ hai của George V của Liên hiệp Anh và Mary xứ Teck. Mẹ bà là Elizabeth, Công tước phu nhân xứ York (sau này là Vương hậu Elizabeth), con gái út của một quý tộc người Scotland Claude Bowes-Lyon, Bá tước thứ 14 xứ Strathmore và Kinghorne. Elizabeth ban đầu muốn đặt tên cho cô con gái thứ hai của mình là Ann Margaret, khi bà giải thích với Vương hậu Mary trong một bức thư "Con rất nóng lòng muốn được gọi đứa bé là Ann Margaret, vì con nghĩ Ann xứ York nghe khá đẹp, & Elizabeth và Ann nghe rất hợp nhau." Quốc vương George V không thích cái tên Ann nhưng chấp thuận cái tên thay thế là "Margaret Rose".
Margaret được làm lễ rửa tội trong nhà nguyện riêng của Cung điện Buckingham vào ngày 30 tháng 10 năm 1930 bởi Cosmo Lang, Tổng Giám mục Canterbury.
Thời thơ ấu của Margaret được dành chủ yếu tại các dinh thự của gia đình York tại 145 Piccadilly (nhà phố của họ ở Luân Đôn) và Royal Lodge ở Windsor. Nhà York được công chúng coi là một gia đình lý tưởng: cha, mẹ và con, nhưng những tin đồn vô căn cứ rằng Margaret bị câm điếc vẫn chưa hoàn toàn bị xua tan cho đến khi bà xuất hiện lần đầu tiên trước công chúng tại đám cưới của chú bà là Vương tử George vào năm 1934.
Bà được giáo dục cùng với chị gái của mình, Vương nữ Elizabeth, bởi phó mẫu người Scotland của họ, Marion Crawford. Giáo dục của Margaret chủ yếu được giám sát bởi mẹ bà, người mà theo lời của Randolph Churchill "không bao giờ có mục đích nuôi dạy các cô con gái của mình có gì hơn là những cô gái trẻ cư xử tử tế". Khi Vương hậu Mary nhấn mạnh tầm quan trọng của giáo dục, Bà công tước xứ York nhận xét "Tôi không biết ý của bà ấy là gì. Sau tất cả, tôi và các chị em của tôi chỉ có phó mẫu và tất cả chúng tôi đều kết hôn ổn — một trong số chúng tôi thậm chí còn rất ổn". Margaret luôn cảm thấy tiếc nuối về trình độ học vấn hạn chế của mình sau khi trưởng thành, đặc biệt là trong những năm sau này và nhắm vào mẹ bà những lời chỉ trích. Tuy nhiên, mẹ của Margaret nói với một người bạn rằng bà "hối hận" vì con gái bà không được đến trường như những đứa trẻ khác và việc thuê một phó mẫu thay vì gửi các cô con gái đến trường có thể chỉ được thực hiện theo sự yêu cầu của Quốc vương George V. Khi còn nhỏ, tác giả của Peter Pan là J. M. Barrie đã đọc truyện cho hai chị em.

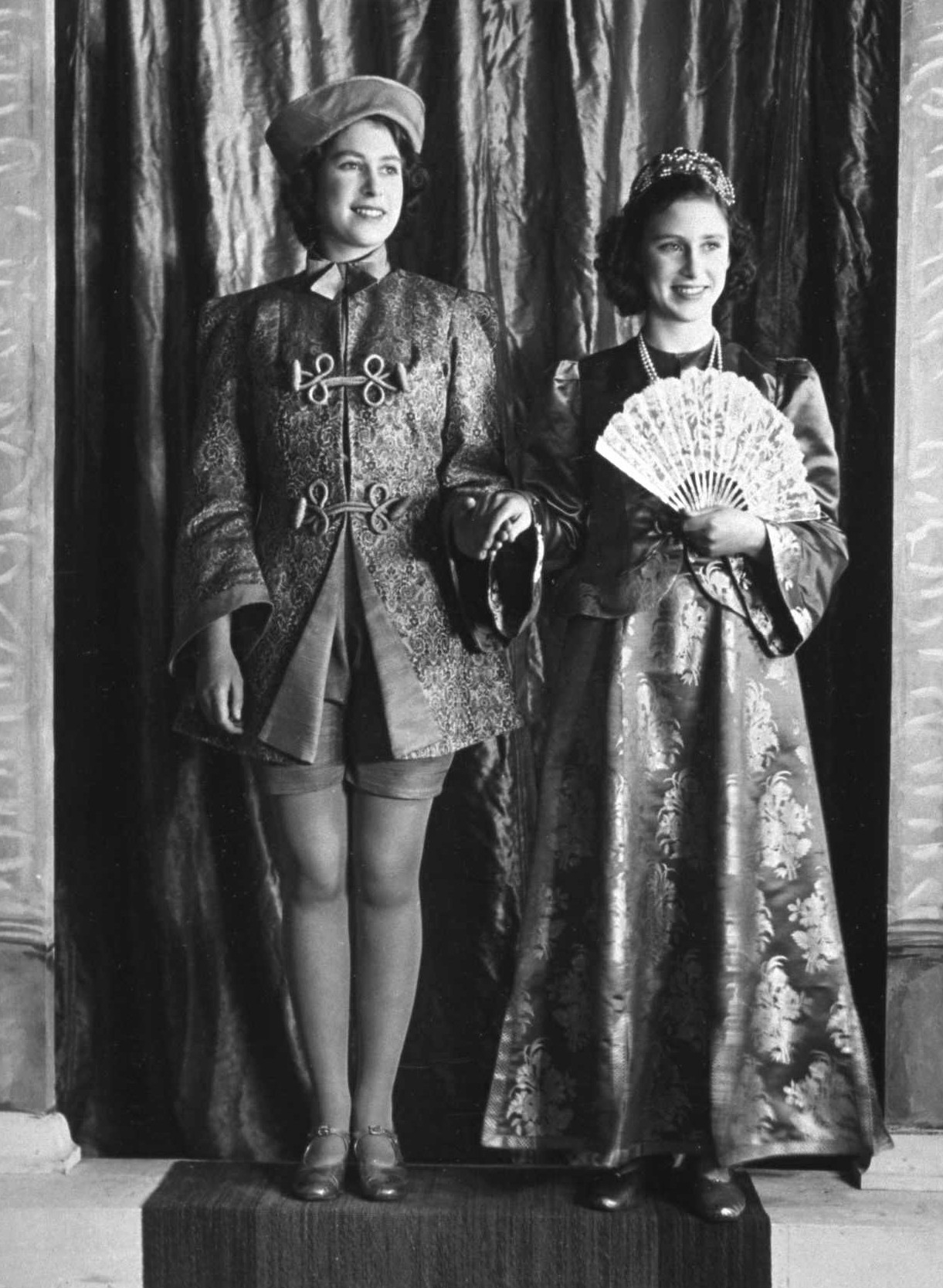
Elizabeth và Margaret biểu diễn tại Lâu đài Windsor trong vở kịch câm Aladdin sản xuất năm 1943.

Ông nội của Margaret là George V qua đời khi bà mới 5 tuổi và bác của bà lên ngôi Quốc vương Edward VIII. Chưa đầy 1 năm sau, trong cuộc khủng hoảng thoái vị vào ngày 11 tháng 12 năm 1936, ông từ bỏ ngai vàng để kết hôn với Wallis Simpson, một người Mỹ đã ly hôn hai lần, người mà cả Giáo hội Anh và các chính phủ các nước tự trị sẽ không chấp nhận làm Vương hậu. Giáo hội sẽ không công nhận cuộc hôn nhân của một người phụ nữ đã ly hôn với người chồng cũ còn sống là hợp lệ. Sự thoái vị của Edward đã khiến Công tước xứ York bất đắc dĩ trở thành Quốc vương George VI và Margaret trở thành người đứng thứ hai sau ngai vàng với tước hiệu Vương nữ Margaret để thể hiện địa vị của mình là một người con của Quốc chủ. Gia đình họ chuyển đến Cung điện Buckingham; phòng của Margaret hướng ra đại lộ The Mall.
Margaret là một Nữ Ấu sinh Hướng đạo trong nhóm Nữ Ấu sinh Hướng đạo đầu tiên của Cung điện Buckingham, được thành lập vào năm 1937. Bà còn là một Nữ Hướng đạo và sau đó là Nữ Hướng đạo lớn. Bà từng là Chủ tịch của Hội Nữ Hướng đạo Vương quốc Liên hiệp Anh từ năm 1965 cho đến khi qua đời vào năm 2002.
Tại thời điểm bùng nổ của Chiến tranh thế giới thứ hai, Margaret và chị gái của bà sống ở Birkhall, tại Lâu đài Balmoral, họ ở lại đây cho đến Giáng sinh năm 1939, trải qua những đêm lạnh lẽo đến nỗi nước uống trong những chiếc bình pha lê bên giường của họ bị đóng băng. Họ đón Giáng sinh tại Nhà Sandringham trước khi chuyển đến Lâu đài Windsor, ngay ngoại ô Luân Đôn, trong phần lớn thời gian còn lại của cuộc chiến. Tử tước Hailsham đã viết cho Thủ tướng Winston Churchill để khuyên các Vương nữ di tản đến nơi an toàn hơn ở Canada và mẹ của họ đã nói một câu nói nổi tiếng "Những đứa trẻ sẽ không đi đâu hết nếu không có tôi. Tôi sẽ không đi mà không có Quốc vương. Và Quốc vương sẽ không bao giờ rời khỏi đây."
Không giống như các thành viên khác của Vương thất, Margaret không được mong đợi sẽ đảm nhận bất kỳ nhiệm vụ công cộng hoặc chính thức nào trong chiến tranh. Thay vào đó, bà phát triển kỹ năng ca hát và chơi piano, thường thể hiện các giai điệu từ các vở nhạc kịch sân khấu. Những người cùng thời với bà cho rằng bà được cha mẹ nuông chiều, đặc biệt là cha, người cho phép bà có những quyền tự do thường không được phép, chẳng hạn như được phép ở lại tới bữa tối ở tuổi 13.
Crawford tuyệt vọng trước sự chú ý mà Margaret đang nhận được, khi viết thư cho bạn bè "Năm nay các bạn có thể chỉ mời Vương nữ Elizabeth đến bữa tiệc của các bạn không? ... Vương nữ Margaret thu hút mọi sự chú ý và Vương nữ Elizabeth cho phép cô ấy làm điều đó." Elizabeth, tuy nhiên, không bận tâm đến điều này và nhận xét "Ồ, mọi chuyện sẽ trở nên dễ dàng hơn rất nhiều khi có Margaret ở đây — mọi người đều cười với những gì Margaret nói". Cha của Margaret, George VI rất quan tâm đến cô con gái út xinh xắn, hoạt bát và duyên dáng của mình, đến mức có người nói rằng Margaret được yêu mến hơn chị gái của mình là Elizabeth. Quốc vương George VI đã mô tả hai cô con gái của mình "Lilibet là niềm tự hào của tôi và Margaret là niềm vui của tôi."

## Những năm sau chiến tranh

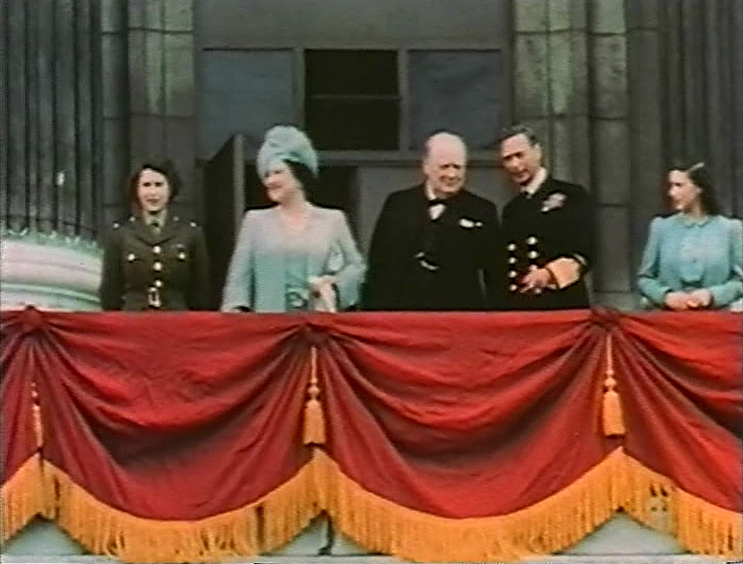
Margaret (ngoài cùng bên phải) trên ban công của Cung điện Buckingham cùng gia đình và Winston Churchill vào ngày 8 tháng 5 năm 1945.

Sau khi cuộc chiến tranh kết thúc vào năm 1945, Margaret xuất hiện trên ban công tại Cung điện Buckingham cùng gia đình và Thủ tướng Winston Churchill. Sau đó, cả Elizabeth và Margaret cùng hòa vào đám đông bên ngoài cung điện, một người ẩn danh hô vang, "Chúng tôi muốn thấy Quốc vương, chúng tôi muốn thấy Vương hậu!"

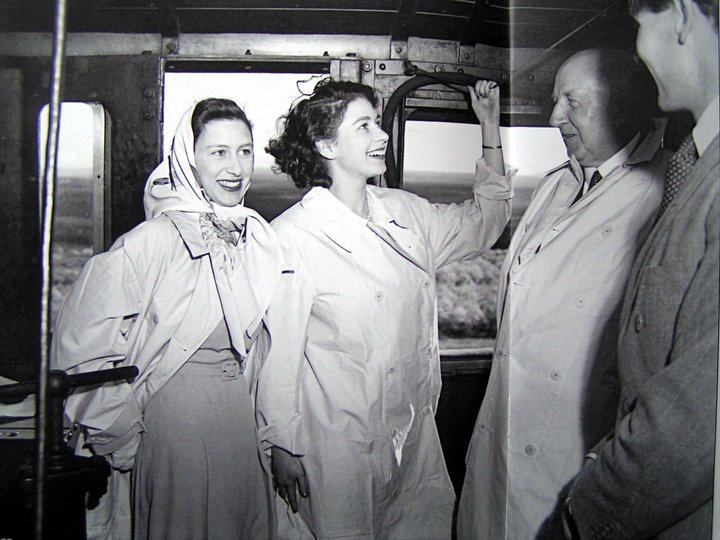
Margaret và Elizabeth trong chuyến thăm đến Nam Phi vào năm 1947.

Ngày 15 tháng 4 năm 1946, Margaret được xác nhận vào Giáo hội Anh. Ngày 1 tháng 2 năm 1947, bà, Elizabeth và cha mẹ của họ bắt đầu một chuyến tham quan tiểu bang ở Nam Phi. Chuyến thăm kéo dài 3 tháng là chuyến thăm đầu tiên của Margaret ở nước ngoài và sau đó bà tuyên bố rằng bà nhớ "từng phút của nó". Người đi kèm Margaret là Peter Townsend, quan hầu của Quốc vương và rất kiên quyết đối với Margaret, người mà ông dường như coi là một đứa trẻ được nuông chiều. Cuối năm, Margaret là phù dâu trong đám cưới của chị gái Elizabeth. Trong ba năm tiếp theo, Elizabeth có hai người con, Charles và Anne, họ đã đẩy Margaret xuống trong danh sách kế vị.
Năm 1950, cựu nữ quan vương thất Marion Crawford xuất bản một cuốn tiểu sử không được cấp phép về thời thơ ấu của Elizabeth và Margaret, có tên The Little Princesses, trong đó tác giả mô tả Margaret là một người "niềm vui nhẹ nhàng và vui đùa" và "trò hề thú vị và... kỳ quặc" của bà.
Là một thiếu nữ xinh đẹp với vòng eo 18 inch và "đôi mắt xanh sống động", Margaret rất thích giao du với tầng lớp thượng lưu và quý tộc trẻ, bao gồm Sharman Douglas, con gái của đại sứ Mỹ, Lewis Williams Douglas. Là một người đẹp nổi tiếng với vẻ đẹp quyến rũ và gu thời trang sành điệu, Margaret thường được xuất hiện trên báo chí tại các buổi dạ tiệc, tiệc tùng và câu lạc bộ đêm, với những người bạn được gọi là "Margaret Set". Số lần tham gia hoạt động chính thức của bà dần tăng lên (chúng bao gồm chuyến tham quan Ý, Thụy Sĩ và Pháp) và bà đã tham gia ngày càng nhiều các tổ chức từ thiện với tư cách là chủ tịch hoặc người bảo trợ.
Báo chí bàn luận về "cô gái độc thân đủ tư cách nhất thế giới", và những mối tình được cho là của bà với hơn 30 cử nhân, kể cả Hon. Dominic Elliot, Colin Tennant (sau này là Baron Glenconner) và Thủ tướng tương lai của Canada John Turner. Hầu hết đều có chức tước và hầu hết đều giàu có. Gia đình bà báo rằng bà sẽ kết hôn với Lord Dalkeith, nhưng không giống như ông, Vương nữ không quan tâm đến các hoạt động ngoài trời. Billy Wallace, người thừa kế duy nhất với khối tài sản 2,8 triệu bảng Anh (tương đương 674 triệu bảng Anh ngày nay) và một người bạn cũ, được cho là người hẹn hò yêu thích của Margaret vào giữa những năm 1950. Trong bữa tiệc sinh nhật lần thứ 21 của bà tại Balmoral vào tháng 8 năm 1951, báo chí đã thất vọng khi chỉ chụp ảnh Margaret với Townsend, luôn làm nền cho những bức tranh về sự xuất hiện của hoàng gia, và đối với cha mẹ bà là một người bạn đồng hành an toàn khi nhiệm vụ của Elizabeth tăng lên. Tháng sau, cha bà phải trải qua cuộc phẫu thuật vì bệnh ung thư phổi và Margaret được bổ nhiệm làm một trong những Tham vấn Nhà nước, người đảm nhận các nhiệm vụ chính thức của Quốc vương trong khi ông không có khả năng. Cha bà qua đời vào 5 tháng sau đó, vào ngày 6 tháng 2 năm 1952 và chị gái bà trở thành Nữ vương.

## Mối tình với Peter Townsend

### Mối quan hệ ban đầu
Margaret rất đau buồn trước cái chết của cha bà và được kê đơn thuốc an thần để giúp bà ngủ. Về cha mình, bà viết "Ông ấy là một người tuyệt vời, là trái tim và trung tâm của gia đình hạnh phúc của chúng tôi." Bà được an ủi bởi niềm tin vào Kitô giáo của mình, đôi khi đi nhà thờ hai lần mỗi ngày. Cùng với người mẹ góa của mình, Margaret chuyển ra khỏi Cung điện Buckingham và chuyển vào Nhà Clarence, trong khi chị gái bà, hiện là Nữ hoàng và gia đình chuyển ra khỏi Clarence House và chuyển vào Cung điện Buckingham.
Sau khi Quốc vương qua đời, Townsend được bổ nhiệm làm Quản gia trưởng của cấu trúc hộ gia đình đã được tái cấu trúc của mẹ bà. Trong chiến tranh, Quốc vương đề nghị chọn các phụ tá cung điện là những người có trình độ cao trong quân đội, thay vì chỉ các quý tộc. Được bảo rằng một anh hùng chiến tranh đẹp trai đã đến, các Vương nữ gặp ông vào ngày đầu tiên của ông tại Cung điện Buckingham năm 1944; Elizabeth được cho là đã nói với em gái 13 tuổi của bà rằng "Thật xui xẻo, ông ấy đã kết hôn". Nhiệm vụ tạm thời trong ba tháng từ RAF trở thành vĩnh viễn. George VI và Mary rất thích Townsend; Theo báo cáo, Quốc vương coi người cựu chiến binh là bình tĩnh và chiến đấu hiệu quả như đứa con trai mà ông chưa từng có. Ông có thể đã biết về sự say mê của con gái mình với Townsend không có tước vị và không giàu có, được báo cáo khi thấy cận thần miễn cưỡng tuân theo lệnh của Vương nữ để bế bà lên cầu thang ở cung điện sau một bữa tiệc.
Khi mối quan hệ của Townsend và Margaret bắt đầu đang gây tranh cãi. Vương nữ nói với bạn bè rằng bà đã yêu ngựa trong chuyến du lịch Nam Phi năm 1947, nơi họ thường cưỡi ngựa cùng nhau. Nhà sử học Craig Brown nói rằng, theo một người phụ trách National Trust, Townsend đã yêu cầu phòng ngủ bên cạnh phòng ngủ của bà trong chuyến đi đến Belfast vào tháng 10 năm 1947. Ngoài ra, có giả thuyết cho rằng mối quan hệ của họ bắt đầu vào khoảng năm 1951. Townsend nói rằng tình yêu của ông dành cho bà bắt đầu vào tháng 8 năm 1951, khi Vương nữ đánh thức giấc ngủ trưa của ông sau bữa trưa dã ngoại trong khi Quốc vương xem. Townsend thường xuyên ở gần Margaret đến nỗi những người chuyên viết tin đồn đã coi ông là người cầu hôn cho Vương nữ. Townsend và vợ ly thân vào năm 1951, được báo chí chú ý vào tháng 7, mặc dù độ chính xác cho thời điểm mà bà rời khỏi nhà của họ là không rõ ràng. Tháng 6 năm 1952, cặp vợ chồng bị ghẻ lạnh đã chiêu đãi Nữ vương, Vương phu Philip và Vương nữ Margaret tại một bữa tiệc cocktail tại Adelaide Cottage. Một tháng sau, bà Townsend và đối tác mới của bà tham dự giám khảo tại Royal Windsor Horse Show. Các báo cáo đầu tiên cho rằng việc Townsend và Margaret muốn kết hôn được bắt đầu vào tháng 8 năm 1952, nhưng những điều này vẫn không phổ biến. Cuộc ly hôn vào tháng 11 ít được đề cập ở Vương quốc Anh và chi tiết hơn ở nước ngoài. Tuy nhiên, sau khi cuộc ly hôn được hoàn tất vào tháng 12 năm 1952, tin đồn về ông và Margaret bắt đầu được lan truyền; cuộc ly hôn và chia sẻ nỗi đau buồn về cái chết của Quốc vương vào tháng 2 năm 1952, có thể đã đưa họ đến với nhau, trong sự riêng tư của Clarence House, nơi Vương nữ có căn hộ riêng của mình.

### Cầu hôn
Townsend ngỏ lời cầu hôn Margaret vào tháng 4 năm 1953. Ông hơn bà 15 tuổi và có hai người con từ cuộc hôn nhân trước. Margaret chấp nhận và thông báo cho chị gái của mình, Nữ vương, người được yêu cầu đồng ý bởi Đạo luật Hôn nhân Hoàng gia 1772. Như trong cuộc khủng hoảng thoái vị, Giáo hội Anh từ chối tái hôn của những người đã ly hôn. Vương hậu Mary gần đây đã qua đời và Nữ vương Elizabeth II đã lên kế hoạch đi thăm Khối Thịnh vượng chung trong 6 tháng sau lễ đăng quang của mình. Bà nói với em gái của mình "Trong hoàn cảnh này, đó không phải là điều không hợp lý khi chị yêu cầu em đợi một năm" và giữ bí mật về mối quan hệ cho đến sau khi đăng quang.
Mặc dù truyền thông nước ngoài đồn đoán về mối quan hệ của Margaret và Townsend, nhưng báo chí ở Vương quốc Anh thì không. Sau khi các phóng viên nhìn thấy bà nhổ lông tơ trên áo khoác của ông trong lễ đăng quang vào ngày 2 tháng 6 năm 1953 — "Tôi chưa bao giờ nghĩ gì về chúng và Margaret cũng vậy", Townsend sau đó nói rằng; "Sau đó, cơn bão đã tan" — The People lần đầu tiên đề cập đến mối quan hệ ở Vương quốc Anh, vào ngày 14 tháng 6. Với tiêu đề "They Must Deny it NOW", bài báo trên trang nhất cảnh báo rằng "những tin đồn tai tiếng về Vương nữ Margaret đang chạy đua khắp thế giới", mà tờ báo tuyên bố là "tất nhiên, hoàn toàn không đúng sự thật". Báo chí nước ngoài tin rằng Đạo luật Nhiếp chính 1953 — điều khiến Vương tế Philippos, chồng của Nữ vương, nhiếp chính thay vì Margaret phòng khi Nữ vương qua đời — đã được ban hành để cho phép Vương nữ kết hôn với Townsend, nhưng vào cuối ngày 23 tháng 7, hầu hết các tờ báo khác của Anh ngoại trừ Daily Mirror không thảo luận về những tin đồn. Thủ tướng Rab Butler yêu cầu chấm dứt "sự suy đoán đáng trách" đó mà không đề cập đến Margaret hoặc Townsend.
Cuộc khủng hoảng hiến pháp mà cuộc hôn nhân được cầu hôn gây ra đã được công khai. Nữ vương được thư ký riêng của bà, Sir Alan Lascelles, khuyên nên đưa Townsend ra nước ngoài, nhưng bà từ chối và thay vào đó, chuyển ông từ gia đình của Nữ vương sang nhà riêng của bà, mặc dù Townsend không đi cùng Margaret như kế hoạch trong chuyến tham quan Nam Rhodesia. Thủ tướng Churchill đích thân tán thành việc "một phụ nữ hoàng gia trẻ đáng yêu kết hôn với một phi công trẻ trung dũng cảm" nhưng vợ ông nhắc nhở Churchill rằng ông mắc phải sai lầm tương tự trong cuộc khủng hoảng thoái vị. Các Bộ trưởng từ chối chấp thuận cuộc hôn nhân, và Geoffrey Fisher, Tổng giám mục của Canterbury, không chấp thuận việc Margaret kết hôn với một người đàn ông đã ly hôn; những người phản đối nói rằng cuộc hôn nhân sẽ đe dọa chế độ quân chủ như thời Edward VIII. Church of England Newspaper nói rằng Margaret "là một phụ nữ tôn nghiêm trong nhà thờ, người biết các nhà lãnh đạo của nhà thờ có quan điểm mạnh mẽ như thế nào trong vấn đề này", nhưng Sunday Express — từng hỗ trợ Edward và Wallis — nói rằng "IF THEY WANT TO MARRY, WHY SHOULDN'T THEY?".
Churchill thảo luận về cuộc hôn nhân tại Hội nghị Thủ tướng Khối thịnh vượng chung năm 1953 được tổ chức với lễ đăng quang; Đạo luật Westminster 1931 yêu cầu các nghị viện Dominion cũng phải thông qua bất kỳ Dự luật Từ bỏ nào thay đổi dòng kế vị. Chính phủ Canada tuyên bố rằng việc thay đổi đường lối hai lần trong 25 năm sẽ gây hại cho chế độ quân chủ. Churchill thông báo với Nữ vương rằng cả các Bộ trưởng của ông và các thủ tướng Dominion đều phản đối cuộc hôn nhân và rằng Quốc hội sẽ không chấp thuận một cuộc hôn nhân sẽ không được Giáo hội Anh công nhận trừ khi Margaret từ bỏ quyền lên ngôi.
Vương tế Philip được cho là người phản đối Townsend nhiều nhất trong gia đình vương thất, trong khi mẹ và chị gái của Margaret muốn bà hạnh phúc nhưng không thể chấp thuận cuộc hôn nhân. Bên cạnh vụ ly hôn của Townsend, hai vấn đề lớn là tài chính và hiến pháp. Margaret không sở hữu khối tài sản lớn của chị gái và sẽ cần khoản trợ cấp 6,000 bảng Anh mỗi năm và 15,000 bảng phụ cấp mà Quốc hội cung cấp cho bà khi có một cuộc hôn nhân phù hợp. Bà không phản đối việc bị loại khỏi hàng ngũ kế vị ngai vàng bởi Nữ vương và tất cả các người con của bà vẫn sẽ sống tốt, nhưng việc nhận được sự chấp thuận của quốc hội cho cuộc hôn nhân này sẽ rất khó khăn và không chắc chắn. Ở tuổi 25, Margaret sẽ không cần Elizabeth cho phép theo Đạo luật 1772; bà sẽ có thể, sau khi thông báo cho Hội đồng Cơ mật của Vương quốc Anh, kết hôn trong một năm nếu Quốc hội không ngăn cản bà. Tuy nhiên, Churchill nói với Nữ vương, nếu một người có thể dễ dàng rời khỏi hàng kế vị, thì một người khác có thể dễ dàng vào hàng ngũ, gây ra nguy hiểm cho một chế độ quân chủ cha truyền con nối.
Nữ vương đã bảo cặp đôi hãy đợi đến năm 1955, khi Margaret 25 tuổi, tránh việc Nữ vương phải công khai phản đối cuộc hôn nhân của em gái mình. Lascelles — người so sánh Townsend với Theudas "tự hào mình là ai đó" — hy vọng rằng bà chia tay ông và Margaret sẽ kết thúc mối tình lãng mạn của họ. Churchill sắp xếp cho Townsend làm Sĩ quan không quân tại Đại sứ quán Anh ở Bruxelles; ông được gửi đi vào ngày 15 tháng 7 năm 1953, trước khi Margaret trở về từ Rhodesia vào ngày 30 tháng 7. Nhiệm vụ đột ngột đến nỗi đại sứ Anh chỉ biết về chúng thông qua một tờ báo. Mặc dù Vương nữ và Townsend đều biết về nhiệm vụ mới của ông, nhưng họ được cho là đã hứa hẹn với nhau vài ngày trước khi ông rời đi.

### Kết thúc mối quan hệ
Ngày 31 tháng 10 năm 1955, Margaret đưa ra một tuyên bố:
Tôi muốn mọi người biết rằng tôi đã quyết định không kết hôn với Đại úy Peter Townsend. Tôi nhận thức được rằng với việc tôi từ bỏ quyền kế vị của mình, tôi có thể ký đăng ký kết hôn dân sự. Nhưng lưu tâm đến những lời dạy bảo của Giáo hội rằng hôn nhân Kitô giáo là bất khả phân ly và ý thức về bổn phận của mình đối với Khối thịnh vượng chung, tôi quyết tâm đặt những cân nhắc này lên hàng đầu. Tôi hoàn toàn đi đến quyết định này một mình và khi làm như vậy, tôi đã được tiếp thêm sức mạnh bởi sự ủng hộ và tận tâm không ngừng của Đại úy Townsend.

"Thoát nước triệt để, khử mùi triệt để", Margaret sau đó nói, bà và Townsend đã cùng nhau viết bản tuyên bố. Bà từ chối khi Oliver Dawnay, thư ký riêng của Nữ vương, yêu cầu bà xóa bỏ từ "tận tâm". Tuyên bố bằng văn bản chứa chữ ký "Margaret" là xác nhận chính thức đầu tiên về mối quan hệ. Một số người Anh không tin tưởng hoặc tức giận trong khi những người khác, bao gồm cả giáo sĩ, tự hào về Vương nữ vì đã chọn nghĩa vụ và đức tin; báo chí có nhiều ý kiến về quyết định. Hầu hết nhận được sự thờ ơ hoặc chỉ trích cặp đôi giữa nam giới, nhưng nhận được sự quan tâm lớn giữa nữ giới, dù là ủng hộ hay phản đối. Kenneth Tynan, John Minton, Ronald Searle và những người khác đã ký một bức thư ngỏ từ "thế hệ trẻ". Được xuất bản trong Daily Express vào ngày 4 tháng 11, bức thư nói rằng sự kết thúc của mối quan hệ đã phơi bày sự thành lập và "đạo đức giả quốc gia của chúng tôi".
Townsend kể lại rằng "Chúng tôi đã đi đến cuối chặng đường, tình cảm mà chúng tôi dành cho nhau là không thay đổi, nhưng chúng đã mang đến cho chúng tôi một gánh nặng quá lớn nên chúng tôi quyết định cùng nhau vượt qua". Hãng tin Associated Press nói rằng tuyên bố của Margaret gần như là "sự hiến dâng cuộc đời của bà cho các nghĩa vụ của vương thất, khiến cho cuộc hôn nhân của bà không có khả năng xảy ra trong tương lai gần"; Vương nữ có thể đã mong đợi sẽ không bao giờ kết hôn sau khi kết thúc mối quan hệ lâu dài, bởi vì hầu hết những người bạn nam đủ điều kiện đã không còn phù hợp với bà. Barrymaine đồng ý rằng Margaret dự định tuyên bố có nghĩa là bà sẽ không bao giờ kết hôn, nhưng viết rằng Townsend có khả năng không chấp nhận bất kỳ lời thề nào như vậy với ông bởi Vương nữ và việc ông rời Vương quốc Anh trong 2 năm sau đó là nhằm mục đích không can thiệp vào cuộc sống của bà. "Cả hai chúng tôi đều có một cảm giác nhẹ nhõm ngoài sức tưởng tượng. Cuối cùng thì chúng tôi cũng được giải phóng khỏi vấn đề khủng khiếp này", Townsend nói.
Sau khi từ chức khỏi RAF và đi du lịch vòng quanh thế giới trong 18 tháng, Townsend trở về vào tháng 3 năm 1958; ông và Margaret đã gặp nhau vài lần, nhưng không tránh khỏi báo chí ("TOGETHER AGAIN") hoặc sự không chấp thuận của hoàng gia. Townsend lại rời Vương quốc Anh để viết sách về chuyến đi của mình; Barrymaine kết luận vào năm 1958 rằng "không có trở ngại cơ bản nào đối với cuộc hôn nhân của họ đã vượt qua được — hoặc cho thấy bất kỳ triển vọng nào có thể vượt qua". Townsend nói trong một chuyến tham quan sách năm 1970 rằng ông và Margaret không hề trao đổi thư từ và họ không gặp nhau kể từ cuộc gặp "thân thiện" năm 1958, "giống như tôi nghĩ rằng rất nhiều người không bao giờ gặp lại bạn gái cũ của họ". Những bức thư tình của họ nằm trong Kho lưu trữ Hoàng gia và công chúng sẽ không được biết cho đến 100 năm sau ngày sinh của Margaret, tháng 2 năm 2030.

## Kết hôn với Antony Armstrong-Jones

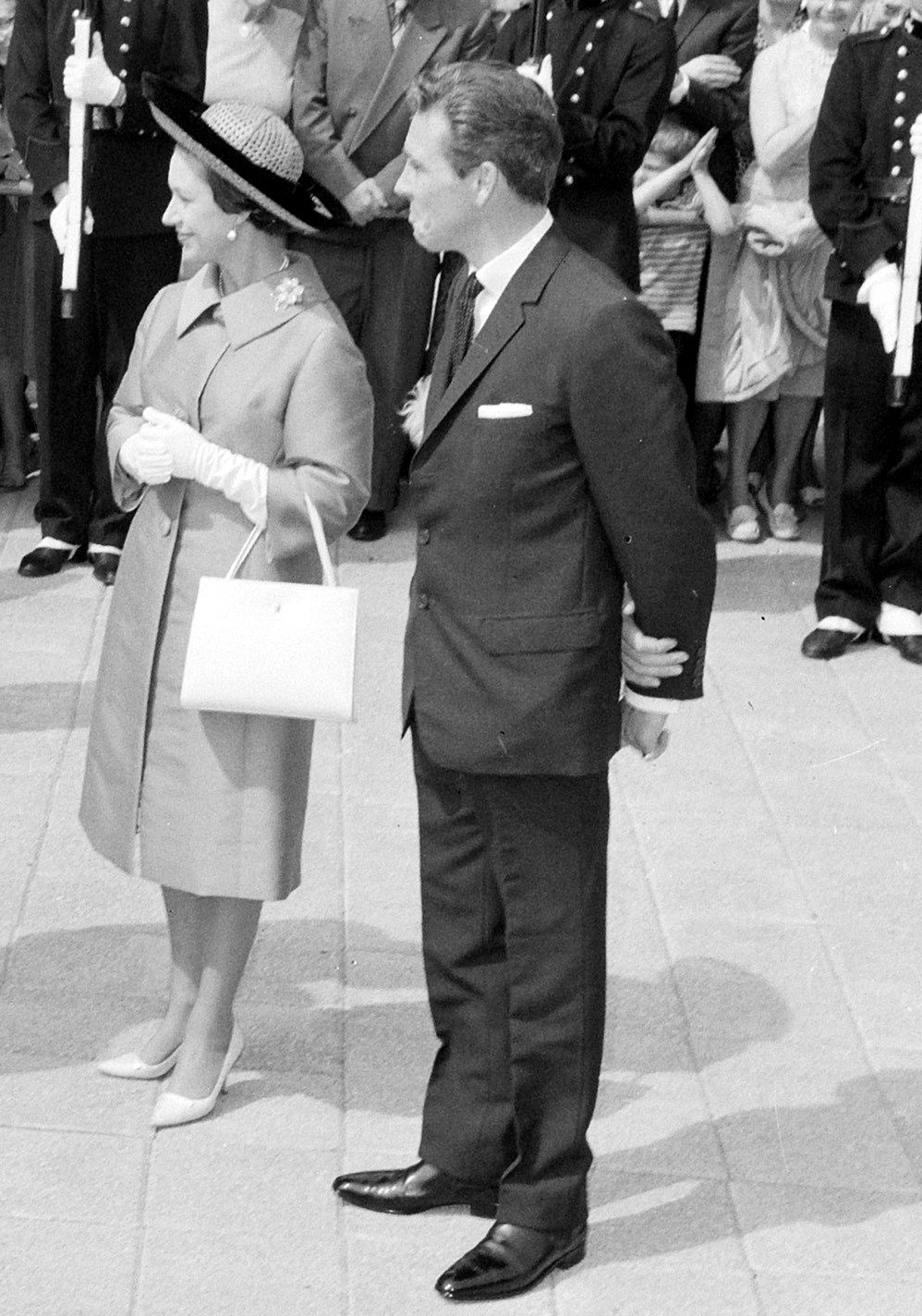
Margaret và Antony Armstrong-Jones vào tháng 5 năm 1965.

Billy Wallace sau đó nói rằng "Sự việc với Townsend là một chuyện vô nghĩa của một cô gái đã vượt ra khỏi tầm kiểm soát. Chúng chưa bao giờ là điều lớn lao đối với bà mà mọi người vẫn thường nghĩ". Margaret chấp nhận một trong nhiều lời cầu hôn của Wallace, nhưng hôn ước đã chấm dứt trước khi ông thông báo thừa nhận một mối tình lãng mạn ở Bahamas; "Tôi đã có được cơ hội của mình và thổi bay chúng bằng cái miệng to của mình", Wallace nói.
Margaret gặp nhiếp ảnh gia Antony Armstrong-Jones tại một bữa tiệc tối năm 1958. Họ đính hôn vào tháng 10 năm 1959. Armstrong-Jones cầu hôn Margaret bằng một chiếc nhẫn đính hôn bằng ruby được bao quanh bởi những viên kim cương có hình hoa hồng. Bà được cho là chấp nhận lời cầu hôn của ông một ngày sau khi biết được từ Townsend rằng ông có ý định kết hôn với một phụ nữ trẻ người Bỉ, Marie-Luce Jamagne, có số tuổi bằng một nửa số tuổi ông và có nét tương đồng với Margaret. Việc Margaret tuyên bố đính hôn vào ngày 26 tháng 2 năm 1960 đã gây bất ngờ cho báo giới, vì bà đã che giấu chuyện tình cảm với các phóng viên.
Margaret kết hôn với Armstrong-Jones tại Tu viện Westminster vào ngày 6 tháng 5 năm 1960. Buổi lễ là đám cưới hoàng gia đầu tiên được phát sóng trên truyền hình, thu hút 300 triệu lượt xem trên toàn thế giới. Tổng cộng, 2.000 khách mời đã được mời đến dự lễ cưới. Váy cưới của Margaret được thiết kế bởi Norman Hartnell và bà đã diện bộ váy cùng với chiếc vương miện Poltimore. Bà có 8 phù dâu trẻ, dẫn đầu là cháu gái của bà, Vương nữ Anne. Công tước xứ Edinburgh hộ tống cô dâu và phù rể là Tiến sĩ Roger Gilliatt. Tổng giám mục Canterbury Geoffrey Fisher đã tiến hành nghi lễ kết hôn. Sau buổi lễ, cặp đôi xuất hiện theo phong cách truyền thống trên ban công của Cung điện Buckingham. Tuần trăng mật là một chuyến du ngoạn Caribê kéo dài 6 tuần trên du thuyền Britannia của vương thất. Như một món quà cưới, Colin Tennant đã tặng bà một mảnh đất trên hòn đảo Caribe riêng của ông, Mustique. Cặp vợ chồng mới cưới sau đó chuyển đến Cung điện Kensington.
Năm 1961, chồng của Margaret được phong tước hiệu Bá tước xứ Snowdon. Cặp vợ chồng có hai người con (cả hai đều được sinh bằng phương pháp mổ lấy thai theo yêu cầu của Margaret): David sinh ngày 3 tháng 11 năm 1961 và Sarah sinh ngày 1 tháng 5 năm 1964. Cuộc hôn nhân đã mở rộng mối quan hệ xã hội của Margaret vượt ra ngoài hoàng gia và tầng lớp quý tộc để bao gồm những người nổi tiếng kinh doanh và những người sống phóng túng. Thời điểm đó, chúng được cho là phản ánh sự phá bỏ các rào cản giai cấp của người Anh. Nhà Snowdon đã thử nghiệm phong cách và thời trang của những năm 1960.

## Ly thân và ly hôn
Được biết, Margaret lần đầu tiên ngoại tình vào năm 1966 với cha đỡ đầu của con gái mình là Anthony Barton, một nhà sản xuất rượu vang ở Bordeaux. Một năm sau, bà có mối liên lạc trong một tháng với Robin Douglas-Home, cháu trai của cựu Thủ tướng Anh Alec Douglas-Home. Margaret tuyên bố rằng mối quan hệ của bà với Douglas-Home không có gì, nhưng những bức thư của bà gửi cho ông (sau đó được bán) cho thấy rằng họ rất thân mật. Douglas-Home, người bị trầm cảm, chết vì tự tử 18 tháng sau khi chia tay với Margaret. Những lời khẳng định cho rằng bà có mối quan hệ tình cảm với nhạc sĩ Mick Jagger, diễn viên Peter Sellers và vận động viên cricketer người Úc Keith Miller vẫn chưa được chứng minh. Theo nhà sử học Charlotte Breese, nghệ sĩ giải trí Leslie Hutchinson có một "mối liên lạc ngắn ngủi" với Margaret vào năm 1955. Một tiểu sử năm 2009 của diễn viên David Niven bao gồm các xác nhận, dựa trên thông tin từ góa phụ của Niven và một người bạn tốt của Niven, rằng ông đã ngoại tình với Vương nữ, người đàn em kém 20 tuổi. Năm 1975, Vương nữ được liệt kê trong số những người phụ nữ mà nam diễn viên Warren Beatty từng có mối quan hệ tình cảm. John Bindon, một diễn viên của Cockney từng ngồi tù, đã bán câu chuyện của mình cho tờ Daily Mirror, khoe khoang về mối quan hệ thân thiết với Margaret.

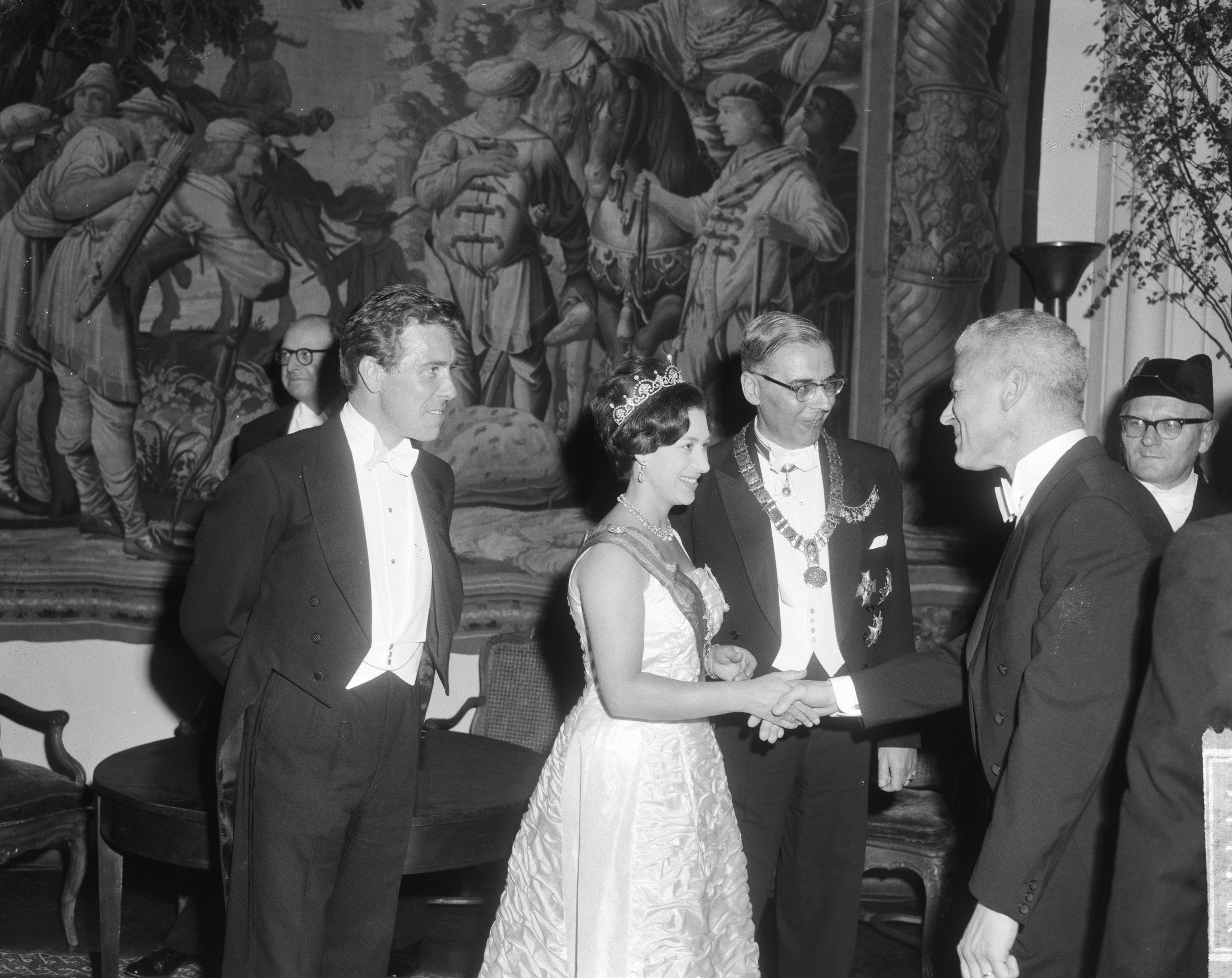
Vương nữ Margaret, Bá tước Snowdon và thị trưởng Amsterdam Gijs van Hall vào ngày 14 tháng 5 năm 1965.

Đến đầu những năm 1970, nhà Snowdon đã có những rạn nứt. Tháng 9 năm 1973, Colin Tennant giới thiệu Margaret với Roddy Llewellyn. Llewellyn kém bà 17 tuổi. Năm 1974, bà mời ông làm khách đến ngôi nhà nghỉ dưỡng mà bà đã xây dựng trên đảo Mustique. Đây là lần đầu tiên trong một số những lần bà đến đây. Margaret mô tả mối quan hệ của họ là "một tình bạn thân thương". Một lần, khi Llewellyn rời đi một cách bốc đồng đến Thổ Nhĩ Kỳ, Margaret trở nên rối loạn cảm xúc và uống quá liều thuốc ngủ. "Tôi đã quá mệt mỏi vì tất cả mọi thứ", sau đó bà nói "tất cả những gì tôi muốn làm là ngủ." Khi bà hồi phục, nữ quan của bà tách Bá tước Snowdon khỏi bà, sợ rằng việc nhìn thấy ông sẽ khiến bà đau khổ hơn nữa.
Tháng 2 năm 1976, một bức ảnh của Margaret và Llewellyn trong bộ đồ bơi trên đảo Mustique đã được đăng trên trang nhất của tờ báo lá cải, News of the World. Báo chí miêu tả Margaret là một phụ nữ lớn tuổi săn mồi và Llewellyn là người yêu dạng boy toy của bà. Ngày 19 tháng 3 năm 1976, gia đình Snowdon công khai thừa nhận rằng cuộc hôn nhân của họ đã tan vỡ mà không thể cứu vãn được. Một số chính trị gia đề nghị loại bỏ Margaret khỏi danh sách dân sự. Các nghị sĩ Đảng Lao động tố cáo bà là "một ký sinh trùng hoàng gia" và "gái điếm". Tháng 5 năm 1978, bà bị ốm và được chẩn đoán là bị viêm dạ dày ruột và viêm gan do rượu. Ngày 11 tháng 7 năm 1978, cuộc ly hôn của nhà Snowdon được hoàn tất. Đó là vụ ly hôn đầu tiên của một thành viên cấp cao của Vương thất Anh kể từ vụ ly hôn của Victoria Melita của Sachsen-Coburg và Gotha vào năm 1901. Ngày 15 tháng 12 năm 1978, Bá tước xứ Snowdon kết hôn với Lucy Lindsay-Hogg, nhưng ông và Margaret vẫn là bạn thân của nhau. Năm 1981, Llewellyn kết hôn với Tatiana Soskin, người mà ông quen biết được 10 năm. Margaret vẫn là bạn thân với cả hai.

## Cuộc sống công khai

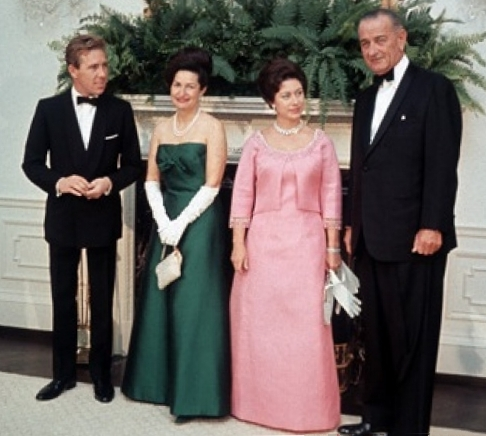
Bá tước xứ Snowdon, Quý bà Bird Johnson, Vương nữ Margaret và tổng thống Hoa Kỳ Lyndon B. Johnson tại Nhà Trắng vào ngày 17 tháng 11 năm 1965.

Trong số các hoạt động chính thức đầu tiên của Margaret có lễ ra mắt tàu biển Lâu đài Edinburgh tại Belfast vào năm 1947. Sau đó, Margaret đã có nhiều chuyến thăm đến nhiều nơi khác nhau; trong chuyến đi lớn đầu tiên của mình, bà cùng cha mẹ và chị gái của mình ghé thăm Nam Phi vào năm 1947. Chuyến đi của bà trên tàu Britannia đến các thuộc địa của Anh ở Caribbe năm 1955 đã tạo ra một sự phấn khích khắp Tây Ấn và đã có nhiều bản nhiệt ca được dành riêng cho bà. Khi các thuộc địa của Khối Thịnh vượng chung tìm kiếm quyền tự do, Vương nữ Margaret đã đại diện cho hoàng gia trong các nghi lễ độc lập tại Jamaica vào năm 1962 và Tuvalu và Dominica vào năm 1978. Chuyến thăm của bà đến Tuvalu bị cắt ngắn bởi một căn bệnh, có thể là viêm phổi do virus và bà đã bay đến Úc để hồi phục. Các chuyến thăm nước ngoài khác bao gồm Hoa Kỳ vào năm 1965, Nhật Bản vào năm 1969 và 1979, Hoa Kỳ và Canada vào năm 1974, Úc năm 1975, Philippines năm 1980, Swaziland vào năm 1981 và Trung Quốc năm 1987.
Tháng 8 năm 1979, Louis Mountbatten, Bá tước Mountbatten thứ nhất của Miến Điện và các thành viên trong gia đình của ông đã thiệt mạng bởi một quả bom được đặt bởi Quân đội Cộng hòa Ireland Lâm thời. Tháng 10 cùng năm, trong một chuyến đi gây quỹ của Hoa Kỳ thay mặt cho Nhà hát Opera Hoàng gia, Margaret đã ngồi tại một bữa tiệc tối ở Chicago với người chủ chuyên mục Abra Anderson và Thị trưởng Jane Byrne. Margaret nói với họ rằng gia đình hoàng gia đã bị lay động bởi nhiều lá thư chia buồn từ Ireland. Ngày hôm sau, đối thủ của Anderson Irv Kupcinet công bố một tuyên bố rằng Margaret đã gọi người Ireland là "những con lợn". Margaret, Anderson và Byrne đều đưa ra những lời từ chối ngay lập tức, nhưng chúng đã gây ra thiệt hại. Phần còn lại của chuyến đi đã thu hút các cuộc biểu tình và đội an ninh của Margaret được tăng gấp đôi sau khi bà đối mặt với các mối đe dọa.

### Hoạt động từ thiện
Sở thích chính của bà là các hoạt động từ thiện, âm nhạc và ballet. Bà là chủ tịch của Hiệp hội Quốc gia về Ngăn ngừa Bạo lực Trẻ em và Hiệp hội Hoàng gia Scotland về Ngăn ngừa Bạo lực Trẻ em và Viện trợ Trẻ em Tàn tật Toàn quốc (còn gọi là 'TÔI CÓ THỂ'). Bà là Chủ tịch lớn của Lữ đoàn Cấp cứu Thánh John và Đại tá của Quân đoàn Điều dưỡng Hoàng gia Nữ vương Alexandra. Bà còn là chủ tịch hoặc người bảo trợ của nhiều tổ chức, chẳng hạn như Hiệp hội Olympic Tây Ấn, Girl Guides, Nhà hát Ba lê phía Bắc, Ba lê Hoàng gia Birmingham, Ba lê Scotland, Trẻ em thứ nhất, Chăm sóc Ung thư Tenovus, Đại học Điều dưỡng Hoàng gia, và Ngọn hải đăng Luân Đôn (một tổ chức từ thiện phòng chống AIDS được sáp nhập với Terrence Higgins Trust). Tại một số thời điểm, Margaret bị chỉ trích vì không hoạt động nhiều như các thành viên khác của gia đình hoàng gia.

## Bệnh tật và cái chết

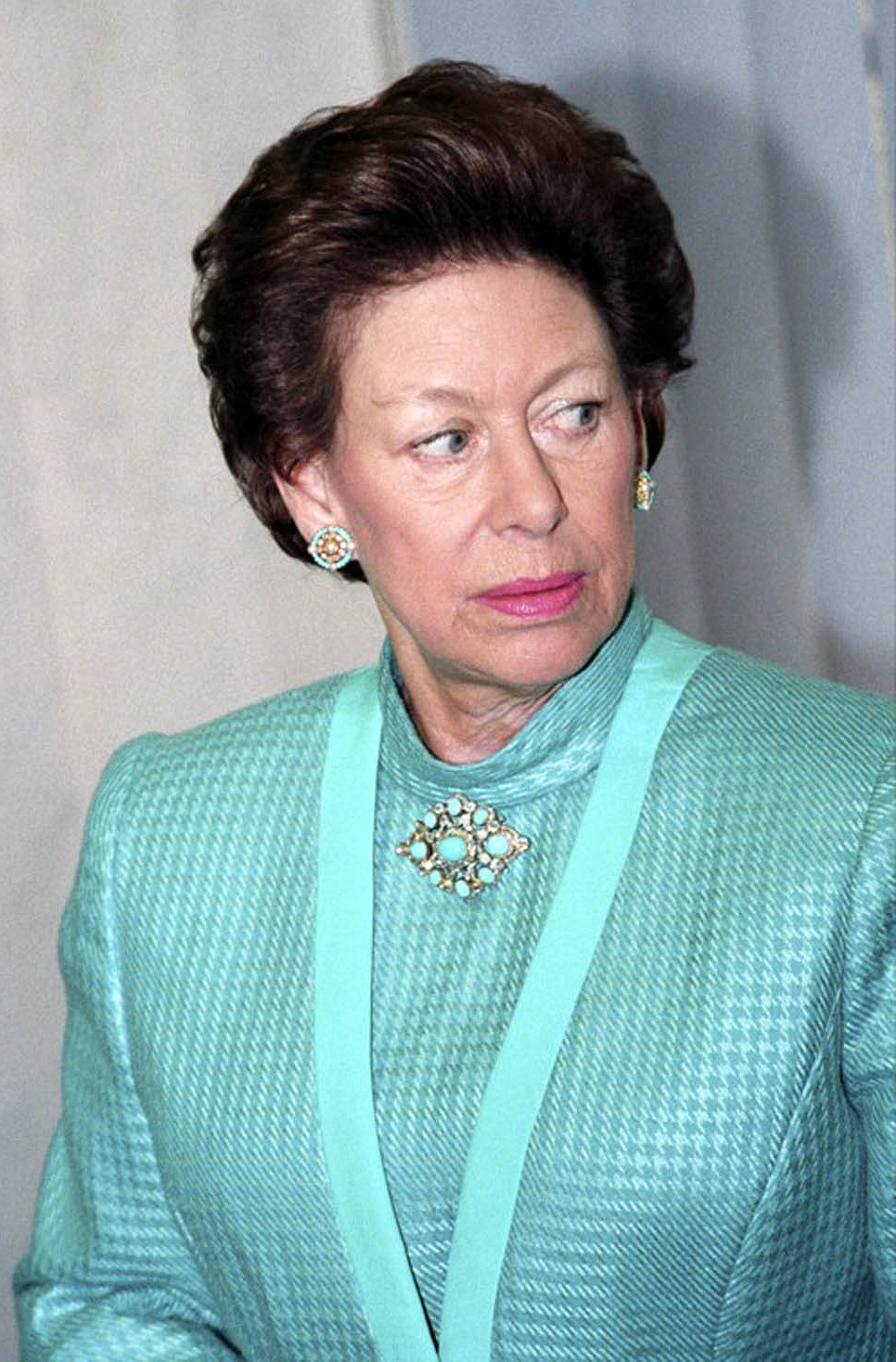
Margaret trong cuộc sống sau này.

Cuộc sống sau này của Vương nữ đã bị hủy hoại bởi bệnh tật và khuyết tật. Bà bắt đầu hút thuốc lá từ năm 15 tuổi và nghiện hút thuốc nặng trong nhiều năm sau đó. Thập niên 1970, bà bị suy nhược thần kinh và được điều trị chứng trầm cảm bởi Mark Collins, một bác sĩ tâm thần từ Priory Clinic. Ngày 5 tháng 1 năm 1985, bà phải cắt bỏ một phần phổi bên trái; cuộc phẫu thuật có sự tương đồng với cuộc phẫu thuật của cha bà hơn 30 năm về trước. Năm 1991, bà từ bỏ thuốc lá, mặc dù bà vẫn tiếp tục uống nhiều rượu. Tháng 10 năm 1993, một người bạn của Margaret tiết lộ rằng bà đã gặp Townsend lần cuối cùng trước khi ông qua đời vào năm 1995. Bà không muốn tham dự bất cứ cuộc hội ngộ mà cả hai được mời, vào năm 1992, vì sợ chúng có thể bị báo chí săn đón, vì vậy thay vào đó bà yêu cầu gặp mặt ông một cách riêng tư. Margaret nói rằng ông trông "giống hệt lúc trước, ngoại trừ việc ông có mái tóc màu xám". Khách mời nói rằng ông không thực sự thay đổi, chúng tôi chỉ ngồi trò chuyện như những người bạn cũ. Họ cũng cho rằng ông khá bất bình và tự thuyết phục mình rằng khi đồng ý chia tay, ông và Margaret đã nêu một tấm gương cao cả mà tưởng chừng như vô ích.
Tháng 1 năm 1993, bà nhập viện vì viêm phổi. Bà trải qua một cơn đột quỵ nhẹ vào ngày 23 tháng 2 năm 1998 tại ngôi nhà nghỉ dưỡng của mình ở Mustique. Đầu năm sau, Vương nữ bị bỏng nặng ở bàn chân trong một tai nạn trong phòng tắm, điều này ảnh hưởng đến khả năng vận động của bà, do đó, bà cần phải được hỗ trợ khi đi bộ và đôi khi sử dụng xe lăn. Bà nhập viện vào ngày 10 tháng 1 năm 2001 do chán ăn và khó nuốt sau một cơn đột quỵ nữa. Đến tháng 3 năm 2001, đột quỵ đã khiến bà mất thị lực một phần và tê liệt nửa trái. Lần xuất hiện cuối cùng trước công chúng của Margaret là tại lễ kỷ niệm sinh nhật lần thứ 101 của mẹ bà vào tháng 8 năm 2001 và lễ kỷ niệm sinh nhật lần thứ 100 của mợ bà, Vương tức Alice, Công tước phu nhân xứ Gloucester, vào tháng 12 cùng năm.
Margaret qua đời tại Bệnh viện Quốc vương Edward VII, Luân Đôn lúc 06:30 (GMT) vào ngày 9 tháng 2 năm 2002 ở tuổi 71, một ngày sau khi bị một cơn đột quỵ khác dẫn đến các vấn đề về tim. Thân vương xứ Wales sau đó bày tỏ lòng kính trọng với dì của mình trong một chương trình phát sóng trên truyền hình.
Quan tài của Margaret, được phủ theo tiêu chuẩn cá nhân của bà, được đưa từ Cung điện Kensington đến Cung điện Thánh James trước tang lễ của bà. Lễ tang được tổ chức vào ngày 15 tháng 2 năm 2002, Kỷ niệm 50 năm ngày tang của cha bà. Theo mong muốn của bà, buổi lễ là một buổi lễ riêng tư tại Nhà nguyện Thánh George, Lâu đài Windsor, dành cho gia đình và bạn bè. Không giống như hầu hết các thành viên khác trong hoàng tộc, Vương nữ Margaret được hỏa táng, tại lò hỏa táng Slough. Tro cốt của bà được đặt trong ngôi mộ của cha mẹ bà, Quốc vương George VI và Vương hậu Elizabeth (người qua đời vào 7 tuần sau Margaret), trong Nhà nguyện Tưởng niệm Quốc vương George VI trong Nhà nguyện Thánh George hai tháng sau. Một buổi lễ tưởng niệm cấp nhà nước đã được tổ chức tại Tu viện Westminster vào ngày 19 tháng 4 năm 2002.

## Di sản

### Hình ảnh
Chúng tôi cảm ơn Đức Chúa, đấng đã dùng thánh linh của mình để khơi dậy đức tin của chúng tôi.

Khi chúng tôi sống gần gũi với những thứ trần tục và đóng cửa mà chẳng bao giờ cầu nguyện

Chúng tôi đánh mất món quà thánh thiêng quý giá đã được dành sẵn cho chúng tôi để thờ phượng

Và rồi chính ngài, Cứu Chúa của chúng tôi, đã lấp đầy trái tim chúng tôi để chúng tôi được yêu mến Người mãi muôn đời.
Văn bia của Vương nữ Margaret do chính bà viết và được khắc trên bia tưởng niệm đặt tại Nhà nguyện Thánh George, Lâu đài Windsor.
Các nhà quan sát thường mô tả Margaret là một kẻ hợm hĩnh hư hỏng, có khả năng nhận xét sắc sảo và cao thượng. Các nhà phê bình khẳng định rằng bà thậm chí còn coi thường bà nội của mình là Mary xứ Teck vì bà ấy sinh ra là một Vương nữ thuộc tầng lớp thấp hơn là "Serene Highness", trong khi Margaret sinh ra là một "Royal Highness". Tuy nhiên, những bức thư của họ không cho thấy sự mâu thuẫn giữa họ.
Margaret còn có thể rất quyến rũ và nghiêm nghị. Những người tiếp xúc với bà có thể bị bối rối bởi sự thay đổi giữa sự thoải mái và nghiêm nghị. Cựu giáo sư Marion Crawford viết trong cuốn hồi ký của mình "Những nhận xét bốc đồng và sốt sắng mà bà ấy đưa ra đã trở thành tiêu đề tin tức và, được đưa ra khỏi bối cảnh của chúng, bắt đầu tạo ra trong mắt công chúng một tính cách bị bóp méo kỳ lạ, gần như không có chút tương đồng đến Margaret mà chúng ta biết."
Người quen của Margaret, Gore Vidal, nhà văn người Mỹ, viết "Cô ấy quá thông minh so với vị trí của mình trong cuộc sống". Ông nhớ lại một cuộc trò chuyện với Margaret, thảo luận về những điều tai tiếng trước công chúng của mình, bà nói "Đó là điều không thể tránh khỏi, khi có hai chị em gái và một người là Nữ vương, người phải là nguồn gốc của danh dự và mọi thứ tốt đẹp, trong khi người kia phải là tâm điểm của ác ý sáng tạo nhất, cô em gái độc ác".
Khi còn nhỏ, Margaret rất thích các buổi biểu diễn của ngựa, nhưng không giống như các thành viên khác trong gia đình, khi trưởng thành, Margaret không thể hiện sở thích săn bắn, bắn súng và câu cá. Bà bắt đầu quan tâm đến múa ba lê từ khi còn rất nhỏ và thích tham gia các vở kịch nghiệp dư. Bà chỉ đạo một vở kịch có tên The Frogs với những người bạn quý tộc của bà với tư cách là diễn viên. Các diễn viên và ngôi sao điện ảnh là một trong số những vị khách thường xuyên đến thăm dinh thự của bà tại Cung điện Kensington. Năm 1981, bà tham gia trong một tập phim của Desert Island Discs. Năm 1984, bà xuất hiện với tư cách là chính mình trong một tập của bộ phim phát thanh The Archers, trở thành thành viên đầu tiên của gia đình hoàng gia tham gia một bộ phim truyền hình của BBC.
Cuộc sống riêng tư của Vương nữ Margaret trong nhiều năm từng là chủ đề bàn tán sôi nổi của giới truyền thông và những người theo dõi hoàng gia. Ngôi nhà của bà ở Mustique, do chú của chồng bà thiết kế Oliver Messel, một nhà thiết kế sân khấu, là điểm đến yêu thích của bà trong kỳ nghỉ. Các cáo buộc về các bữa tiệc hoang dã và sử dụng chất kích thích cũng xuất hiện trên các phương tiện truyền thông.
Sau cái chết của Margaret, nữ quan của bà, Quý bà Glenconner, nói rằng "[Margaret] đã hết lòng vì Nữ vương và rất ủng hộ bà ấy". Margaret được cháu họ, Tòng Nam tước phu nhân Elizabeth Shakerley mô tả là "một người có khả năng tuyệt vời trong việc mang lại cho nhiều người niềm vui và bà là một người bạn rất, rất rất tốt và trung thành". Một người cháu họ khác, Lord Lichfield, nói rằng "[Margaret] khá buồn vào khoảng thời gian cuối đời của bà vì đó là một cuộc sống không được viên mãn".
The Independent viết trong cáo phó năm 1995 của Townsend rằng "Sự thể hiện to lớn của tình cảm và sự quan tâm phổ biến [trong mối quan hệ] giờ đây có thể được coi là yếu tố tạo nên một bước ngoặt trong thái độ của quốc gia đối với việc ly hôn". Tổng giám mục Canterbury và Giáo hội đã nhận được nhiều sự giận dữ của dân chúng đối với sự kết thúc của mối quan hệ. Randolph Churchill tin rằng những tin đồn "rằng Fisher đã can thiệp để ngăn cản Vương nữ kết hôn với Townsend đã gây hại khôn lường cho Giáo hội Anh"; một cuộc thăm dò của Gallup cho thấy 28% đồng ý và 59% không đồng ý với việc Giáo hội từ chối tái hôn với một người đã ly hôn khi hôn phối còn lại vẫn còn sống. Nhà sử học Warwick cho rằng di sản lâu dài nhất của Margaret là một sự tình cờ. Có lẽ vô tình, Margaret đã mở đường cho việc công khai chấp nhận ly hôn của hoàng gia. Cuộc sống của bà, nếu không phải do hành động của bà, đã đưa ra quyết định và lựa chọn của những đứa con của chị gái bà, 3 người trong số họ đã ly hôn, dễ dàng hơn những gì họ đã làm.
Eden được cho là đã nói với Nữ vương ở Balmoral khi thảo luận về Margaret và Townsend rằng, bất kể kết quả thế nào, chế độ quân chủ sẽ bị tổn hại. Harold Brooks-Baker cho biết "Theo tôi, đây là bước ngoặt dẫn đến thảm họa cho gia đình hoàng gia. Sau khi Vương nữ Margaret bị từ chối kết hôn, chúng đã phản tác dụng và ít nhiều hủy hoại cuộc đời của Margaret. Nữ vương quyết định rằng kể từ đó trở đi, bất cứ ai trong gia đình bà muốn kết hôn sẽ ít nhiều được chấp nhận. Hoàng gia và công chúng hiện giờ cảm thấy rằng họ đã đi quá xa theo chiều hướng khác".

### Thời trang và phong cách
Xuyên suốt cuộc đời của mình, Vương nữ Margaret được xem là một biểu tượng thời trang. Thời trang của bà đã mang lại biệt danh "Phong cách Margaret". Vương nữ, vốn được mệnh danh là "kẻ nổi loạn của hoàng gia" tạo kiểu cho bản thân trái ngược với phong cách nguyên sơ và vượt thời gian của chị gái, sử dụng các phụ kiện mod hợp thời trang, chẳng hạn như khăn trùm đầu sáng màu và kính râm quyến rũ. Margaret hình thành mối quan hệ thân thiết với atelier Christian Dior, diện các thiết kế của ông xuyên suốt cuộc đời của bà và là một trong những khách hàng nổi bật nhất của ông. Năm 1950, ông thiết kế một chiếc váy màu kem cho sinh nhật lần thứ 21 của bà, chúng được xem là một phần mang tính biểu tượng của lịch sử thời trang. Xuyên suốt thập kỷ, Vương nữ thường được biết đến với việc mặc những chiếc váy in hoa, váy dạ hội có tông màu đậm và các loại vải sang trọng, phụ kiện đính kim cương, ngọc trai và lông thú. British Vogue viết rằng phong cách của Margaret "đạt được bước tiến mới" vào giữa những năm 1960, nơi bà được chụp ảnh cùng với những người nổi tiếng như The Beatles, Frank Sinatra và Sophia Loren. Vương nữ Margaret còn được biết đến với những chiếc mũ và áo choàng "lộng lẫy", bao gồm một chiếc mũ lông chim hoàng yến được đội trong chuyến thăm Jamaica năm 1962 và một chiếc mũ hộp bằng lông công cho Royal Ascot năm 1973. Marie Claire tuyên bố rằng Vương nữ "không chịu thỏa hiệp" về phong cách của mình sau này khi trưởng thành, tiếp tục với xu hướng áo dài tay và váy quây.
Tháng 4 năm 2007, một cuộc triển lãm có tên Princess Line – The Fashion Legacy of Princess Margaret được khai trương tại Cung điện Kensington, trưng bày thời trang đương đại từ các nhà thiết kế người Anh như Vivienne Westwood được lấy cảm hứng từ di sản phong cách của Vương nữ Margaret. Bộ sưu tập mùa xuân năm 2006 của Christopher Bailey cho Burberry được lấy cảm hứng từ vẻ ngoài của Margaret từ những năm 1960.

### Tài sản
Trong cuộc đời của mình, tài sản của Margaret ước tính vào khoảng 20 triệu bảng Anh, phần lớn trong số đó được thừa kế từ cha bà. Bà còn thừa hưởng các tác phẩm nghệ thuật và đồ cổ khi Vương hậu Mary và Dame Margaret Greville để lại cho bà 20.000 bảng Anh vào năm 1943. Năm 1999, con trai của bà, Lord Linley, đã bán ngôi nhà ở Caribe của mẹ mình là Les Jolies Eaux với giá 2,4 triệu bảng Anh. Thời điểm qua đời, Margaret nhận được 219.000 bảng Anh từ Civil List. Sau khi qua đời, bà để lại bất động sản trị giá 7,6 triệu bảng Anh cho hai đứa con, số tài sản này bị cắt giảm xuống còn 4,5 triệu bảng Anh sau thuế thừa kế. Tháng 6 năm 2006, phần lớn tài sản của Margaret được Christie's bán đấu giá để đáp ứng thuế và theo lời của con trai bà, "các yêu cầu gia đình bình thường như giáo dục cháu của bà", mặc dù một số mặt hàng được bán để viện trợ cho các tổ chức từ thiện như The Stroke Association. Được biết, Nữ vương đã nói rõ rằng số tiền thu được từ bất kỳ vật phẩm nào được trao cho em gái mình với tư cách chính thức phải được quyên góp cho các tổ chức từ thiện. Một chiếc đồng hồ Fabergé đã lập kỷ lục thế giới với giá 1,24 triệu bảng Anh. Chiếc vương miện Poltimore mà bà đội trong đám cưới năm 1960, được bán với giá 926.400 bảng Anh. Tổng số tiền bán các tài sản của bà là 13.658.000 bảng Anh.

### Trong văn hóa đại chúng
Các nữ diễn viên thủ vai Margaret bao gồm Lucy Cohu (The Queen's Sister, 2005), Katie McGrath (The Queen, 2009), Ramona Marquez (The King's Speech, 2010), Bel Powley (A Royal Night Out, 2015), Vanessa Kirby và Helena Bonham Carter (The Crown, 2016–nay). Lesley Manville sẽ đóng vai bà trong mùa 5 và 6 của The Crown. Bộ phim vụ trộm ngân hàng năm 2008, The Bank Job, xoay quanh những bức ảnh bị cáo buộc của Margaret. Nhân vật "Pantomime Princess Margaret" xuất hiện trong 4 bản phác thảo riêng biệt, trong 3 tập khác nhau, của chương trình hài kịch siêu thực vào những năm 1970 của BBC, Monty Python's Flying Circus.

## Tước hiệu, tước vị và danh hiệu

### Tước hiệu và tước vị
- 21 tháng 8 năm 1930 - 11 tháng 12 năm 1936: Vương tôn nữ Margaret xứ York Điện hạ
- 11 tháng 12 năm 1936 - 3 tháng 10 năm 1961: Vương nữ Margaret Điện hạ
- 3 tháng 10 năm 1961 - 2 tháng 1 năm 2002: Vương nữ Margaret, Bá tước phu nhân xứ Snowdon Điện hạ

### Danh hiệu
- Đại Quý bà của Huân chương Hoàng gia Victoria, GCVO 1 tháng 6 năm 1953[213]
- Đại Quý bà của Huân chương Thánh John của Jerusalem, GCStJ 20 June 1956[214]
- Huân chương Vương thất của George V[215]
- Huân chương Vương thất của George VI[216]
- Huân chương Vương thất của Elizabeth II[215]

#### Danh hiệu nước ngoài
- Hà Lan: Đại Chữ thập của Huân chương Sư tử Hà Lan, 1948[217]
- Zanzibar: Huân chương Ngôi sao Rực rỡ của Zanzibar, Hạng nhất, 1956[217]
- Bỉ: Đại Chữ thập của Huân chương Vương miện, 1960[217]
- Uganda: Huân chương Vương miện, Sư tử và Giáo của Vương quốc Toro, 1965[217]
- Nhật Bản: Huân chương Vương miện Quý giá, Hạng Nhất, 5 tháng 10 năm 1971[217]

#### Chức vụ quân đội danh dự
Úc
- Đại tá Danh dự của Quân đoàn Nữ Hoàng gia Úc[218]

 Bermuda
- Đại tá Danh dự của Trung đoàn Bermuda[219]

 Canada
- Đại tá Danh dự của Đội lính bắn súng trường Hoàng gia Cao nguyên Canada
- Đại tá Danh dự của Đội lính bắn súng trường Vương nữ Louise
- Đại tá Danh dự của Trung đoàn Hoàng gia Newfoundland

 New Zealand
- Đại tá Danh dự của Trung đoàn Northland[220]

 Anh Quốc
- Đại tá Danh dự của Kỵ binh nhẹ Hoàng gia thứ 15/19 của Quốc vương[221]
- Đại tá Danh dự của Light Dragoons[222]
- Đại tá Danh dự của Đội lính bắn súng trường Cao nguyên Hoàng gia (Trung đoàn tại Glasgow và Ayrshire của Vương nữ Margaret)
- Đại tá Danh dự của Quân đoàn Điều dưỡng Hoàng gia Vương hậu Alexandra[223]
- Phó Đại tá Danh dự của Trung đoàn Hoàng gia Anglia[224]
- Không quân Đề đốc Danh dự của Không quân Hoàng gia Coningsby[225]

## Con cái
| Tên                                             | Sinh                | Kết hôn             | Kết hôn         | Con cái                                                                  |
| ----------------------------------------------- | ------------------- | ------------------- | --------------- | ------------------------------------------------------------------------ |
| David Armstrong-Jones, Bá tước thứ 2 xứ Snowdon | 3 tháng 11 năm 1961 | 8 tháng 10 năm 1993 | Serena Stanhope | Charles Armstrong-Jones, Tử tước Linley Quý cô Margarita Armstrong-Jones |
| Quý cô Sarah Chatto                             | 1 tháng 6 năm 1964  | 14 tháng 7 năm 1994 | Daniel Chatto   | Samuel Chatto Arthur Chatto                                              |

## Gia phả
| \| \| \| \| \| \| \| \| \| \| \| \| \| \| 16. Victoria I của Liên hiệp Anh \| \| \| \| \| \| \| \| \| \| \| \| \| \| \| \| \| \| \| \| \| \| \| \| \| \| \| \| \| \| \| \| \| \| \| \| \| \| \| \| \| \| \| \| \| \| \| \| \| \| \| \| \| \| \| \| \| \| \| \| 8. Edward VII của Anh \| \| \| \| \| \| \| \| \| \| \| \| \| \| \| \| \| \| \| \| \| \| \| \| \| \| \| \| \| \| \| \| \| \| \| \| \| \| \| \| \| \| \| \| \| \| \| \| \| \| \| \| \| \| \| \| \| \| \| \| \| \| \| \| \| \| \| \| \| \| \| \| 17. Albrecht xứ Sachsen-Coburg và Gotha \| \| \| \| \| \| \| \| \| \| \| \| \| \| \| \| \| \| \| \| \| \| \| \| \| \| \| \| \| \| \| \| \| \| \| \| \| \| \| \| \| \| \| \| \| \| \| \| \| \| \| \| \| \| \| \| \| \| \| \| \| \| \| \| \| \| \| \| \| \| \| \| 4. George V của Anh \| \| \| \| \| \| \| \| \| \| \| \| \| \| \| \| \| \| \| \| \| \| \| \| \| \| \| \| \| \| \| \| \| \| \| \| \| \| \| \| \| \| \| \| \| \| \| \| \| \| \| \| \| \| \| \| \| \| \| \| \| \| \| \| \| \| \| \| \| \| \| \| 18. Christian IX của Đan Mạch \| \| \| \| \| \| \| \| \| \| \| \| \| \| \| \| \| \| \| \| \| \| \| \| \| \| \| \| \| \| \| \| \| \| \| \| \| \| \| \| \| \| \| \| \| \| \| \| \| \| \| \| \| \| \| \| \| \| \| \| \| \| \| \| \| \| \| \| \| \| \| \| 9. Alexandra của Đan Mạch \| \| \| \| \| \| \| \| \| \| \| \| \| \| \| \| \| \| \| \| \| \| \| \| \| \| \| \| \| \| \| \| \| \| \| \| \| \| \| \| \| \| \| \| \| \| \| \| \| \| \| \| \| \| \| \| \| \| \| \| \| \| \| \| \| \| \| \| \| \| \| \| 19. Luise xứ Hessen-Kassel \| \| \| \| \| \| \| \| \| \| \| \| \| \| \| \| \| \| \| \| \| \| \| \| \| \| \| \| \| \| \| \| \| \| \| \| \| \| \| \| \| \| \| \| \| \| \| \| \| \| \| \| \| \| \| \| \| \| \| \| \| \| \| \| \| \| \| \| \| \| \| \| 2. George VI của Anh \| \| \| \| \| \| \| \| \| \| \| \| \| \| \| \| \| \| \| \| \| \| \| \| \| \| \| \| \| \| \| \| \| \| \| \| \| \| \| \| \| \| \| \| \| \| \| \| \| \| \| \| \| \| \| \| \| \| \| \| \| \| \| \| \| \| \| \| \| \| \| \| 20. Công tước Alexander xứ Württemberg \| \| \| \| \| \| \| \| \| \| \| \| \| \| \| \| \| \| \| \| \| \| \| \| \| \| \| \| \| \| \| \| \| \| \| \| \| \| \| \| \| \| \| \| \| \| \| \| \| \| \| \| \| \| \| \| \| \| \| \| \| \| \| \| \| \| \| \| \| \| \| \| 10. Francis, Công tước xứ Teck \| \| \| \| \| \| \| \| \| \| \| \| \| \| \| \| \| \| \| \| \| \| \| \| \| \| \| \| \| \| \| \| \| \| \| \| \| \| \| \| \| \| \| \| \| \| \| \| \| \| \| \| \| \| \| \| \| \| \| \| \| \| \| \| \| \| \| \| \| \| \| \| 21. Claudine Rhédey von Kis-Rhéde \| \| \| \| \| \| \| \| \| \| \| \| \| \| \| \| \| \| \| \| \| \| \| \| \| \| \| \| \| \| \| \| \| \| \| \| \| \| \| \| \| \| \| \| \| \| \| \| \| \| \| \| \| \| \| \| \| \| \| \| \| \| \| \| \| \| \| \| \| \| \| \| 5. Mary xứ Teck \| \| \| \| \| \| \| \| \| \| \| \| \| \| \| \| \| \| \| \| \| \| \| \| \| \| \| \| \| \| \| \| \| \| \| \| \| \| \| \| \| \| \| \| \| \| \| \| \| \| \| \| \| \| \| \| \| \| \| \| \| \| \| \| \| \| \| \| \| \| \| \| 22. Vương tử Adolphus, Công tước xứ Cambridge \| \| \| \| \| \| \| \| \| \| \| \| \| \| \| \| \| \| \| \| \| \| \| \| \| \| \| \| \| \| \| \| \| \| \| \| \| \| \| \| \| \| \| \| \| \| \| \| \| \| \| \| \| \| \| \| \| \| \| \| \| \| \| \| \| \| \| \| \| \| \| \| 11. Mary Adelaide xứ Cambridge \| \| \| \| \| \| \| \| \| \| \| \| \| \| \| \| \| \| \| \| \| \| \| \| \| \| \| \| \| \| \| \| \| \| \| \| \| \| \| \| \| \| \| \| \| \| \| \| \| \| \| \| \| \| \| \| \| \| \| \| \| \| \| \| \| \| \| \| \| \| \| \| 23. Auguste xứ Hessen \| \| \| \| \| \| \| \| \| \| \| \| \| \| \| \| \| \| \| \| \| \| \| \| \| \| \| \| \| \| \| \| \| \| \| \| \| \| \| \| \| \| \| \| \| \| \| \| \| \| \| \| \| \| \| \| \| \| \| \| \| \| \| \| \| \| \| \| \| \| \| \| 1. Magaret của Liên hiệp Anh \| \| \| \| \| \| \| \| \| \| \| \| \| \| \| \| \| \| \| \| \| \| \| \| \| \| \| \| \| \| \| \| \| \| \| \| \| \| \| \| \| \| \| \| \| \| \| \| \| \| \| \| \| \| \| \| \| \| \| \| \| \| \| \| \| \| \| \| \| \| \| \| 24. Thomas Lyon-Bowes, Lord Glamis \| \| \| \| \| \| \| \| \| \| \| \| \| \| \| \| \| \| \| \| \| \| \| \| \| \| \| \| \| \| \| \| \| \| \| \| \| \| \| \| \| \| \| \| \| \| \| \| \| \| \| \| \| \| \| \| \| \| \| \| \| \| \| \| \| \| \| \| \| \| \| \| 12. Claude Bowes-Lyon, Bá tước thứ 13 xứ Strathmore và Kinghorne \| \| \| \| \| \| \| \| \| \| \| \| \| \| \| \| \| \| \| \| \| \| \| \| \| \| \| \| \| \| \| \| \| \| \| \| \| \| \| \| \| \| \| \| \| \| \| \| \| \| \| \| \| \| \| \| \| \| \| \| \| \| \| \| \| \| \| \| \| \| \| \| 25. Charlotte Grimstead \| \| \| \| \| \| \| \| \| \| \| \| \| \| \| \| \| \| \| \| \| \| \| \| \| \| \| \| \| \| \| \| \| \| \| \| \| \| \| \| \| \| \| \| \| \| \| \| \| \| \| \| \| \| \| \| \| \| \| \| \| \| \| \| \| \| \| \| \| \| \| \| 6. Claude Bowes-Lyon, Bá tước thứ 14 xứ Strathmore và Kinghorne \| \| \| \| \| \| \| \| \| \| \| \| \| \| \| \| \| \| \| \| \| \| \| \| \| \| \| \| \| \| \| \| \| \| \| \| \| \| \| \| \| \| \| \| \| \| \| \| \| \| \| \| \| \| \| \| \| \| \| \| \| \| \| \| \| \| \| \| \| \| \| \| 26. Oswald Smith \| \| \| \| \| \| \| \| \| \| \| \| \| \| \| \| \| \| \| \| \| \| \| \| \| \| \| \| \| \| \| \| \| \| \| \| \| \| \| \| \| \| \| \| \| \| \| \| \| \| \| \| \| \| \| \| \| \| \| \| \| \| \| \| \| \| \| \| \| \| \| \| 13. Frances Dora Smith \| \| \| \| \| \| \| \| \| \| \| \| \| \| \| \| \| \| \| \| \| \| \| \| \| \| \| \| \| \| \| \| \| \| \| \| \| \| \| \| \| \| \| \| \| \| \| \| \| \| \| \| \| \| \| \| \| \| \| \| \| \| \| \| \| \| \| \| \| \| \| \| 27. Henrietta Hodgson \| \| \| \| \| \| \| \| \| \| \| \| \| \| \| \| \| \| \| \| \| \| \| \| \| \| \| \| \| \| \| \| \| \| \| \| \| \| \| \| \| \| \| \| \| \| \| \| \| \| \| \| \| \| \| \| \| \| \| \| \| \| \| \| \| \| \| \| \| \| \| \| 3. Elizabeth Bowes-Lyon \| \| \| \| \| \| \| \| \| \| \| \| \| \| \| \| \| \| \| \| \| \| \| \| \| \| \| \| \| \| \| \| \| \| \| \| \| \| \| \| \| \| \| \| \| \| \| \| \| \| \| \| \| \| \| \| \| \| \| \| \| \| \| \| \| \| \| \| \| \| \| \| 28. William Charles Augustus Cavendish-Bentinck \| \| \| \| \| \| \| \| \| \| \| \| \| \| \| \| \| \| \| \| \| \| \| \| \| \| \| \| \| \| \| \| \| \| \| \| \| \| \| \| \| \| \| \| \| \| \| \| \| \| \| \| \| \| \| \| \| \| \| \| \| \| \| \| \| \| \| \| \| \| \| \| 14. Charles William Frederick Cavendish-Bentinck \| \| \| \| \| \| \| \| \| \| \| \| \| \| \| \| \| \| \| \| \| \| \| \| \| \| \| \| \| \| \| \| \| \| \| \| \| \| \| \| \| \| \| \| \| \| \| \| \| \| \| \| \| \| \| \| \| \| \| \| \| \| \| \| \| \| \| \| \| \| \| \| 29. Anne Wellesley \| \| \| \| \| \| \| \| \| \| \| \| \| \| \| \| \| \| \| \| \| \| \| \| \| \| \| \| \| \| \| \| \| \| \| \| \| \| \| \| \| \| \| \| \| \| \| \| \| \| \| \| \| \| \| \| \| \| \| \| \| \| \| \| \| \| \| \| \| \| \| \| 7. Cecilia Cavendish-Bentinck \| \| \| \| \| \| \| \| \| \| \| \| \| \| \| \| \| \| \| \| \| \| \| \| \| \| \| \| \| \| \| \| \| \| \| \| \| \| \| \| \| \| \| \| \| \| \| \| \| \| \| \| \| \| \| \| \| \| \| \| \| \| \| \| \| \| \| \| \| \| \| \| 30. Edwyn Burnaby \| \| \| \| \| \| \| \| \| \| \| \| \| \| \| \| \| \| \| \| \| \| \| \| \| \| \| \| \| \| \| \| \| \| \| \| \| \| \| \| \| \| \| \| \| \| \| \| \| \| \| \| \| \| \| \| \| \| \| \| \| \| \| \| \| \| \| \| \| \| \| \| 15. Caroline Louisa Burnaby \| \| \| \| \| \| \| \| \| \| \| \| \| \| \| \| \| \| \| \| \| \| \| \| \| \| \| \| \| \| \| \| \| \| \| \| \| \| \| \| \| \| \| \| \| \| \| \| \| \| \| \| \| \| \| \| \| \| \| \| \| \| \| \| \| \| \| \| \| \| \| \| 31. Anne Caroline Salisbury \| \| \| \| \| \| \| \| \| \| \| \| \| \| \| \| \| \| \| \| \| \| \| \| \| \| \| \| \| \| \| \| \| \| \| \| \| \| \| \| \| \| \| \| \| \| \| \| \| \| \| \| |                                                                  |  |  |  |  |  |  |  |  |  |  |  |                                  |  |  |  |
| |                                                                  |  |  |  |  |  |  |  |  |  |  |  | 16. Victoria I của Liên hiệp Anh |  |  |  |
| |                                                                  |  |  |  |  |  |  |  |  |  |  |  |                                  |  |  |  |
| |                                                                  |  |  |  |  |  |  |  |  |  |  |  |                                  |  |  |  |
| |                                                                  |  |  |  |  |  |  |  |  |  |  |  |                                  |  |  |  |
| | 8. Edward VII của Anh                                            |  |  |  |  |  |  |  |  |  |  |  |                                  |  |  |  |
| |                                                                  |  |  |  |  |  |  |  |  |  |  |  |                                  |  |  |  |
| |                                                                  |  |  |  |  |  |  |  |  |  |  |  |                                  |  |  |  |
| |                                                                  |  |  |  |  |  |  |  |  |  |  |  |                                  |  |  |  |
| | 17. Albrecht xứ Sachsen-Coburg và Gotha                          |  |  |  |  |  |  |  |  |  |  |  |                                  |  |  |  |
| |                                                                  |  |  |  |  |  |  |  |  |  |  |  |                                  |  |  |  |
| |                                                                  |  |  |  |  |  |  |  |  |  |  |  |                                  |  |  |  |
| |                                                                  |  |  |  |  |  |  |  |  |  |  |  |                                  |  |  |  |
| | 4. George V của Anh                                              |  |  |  |  |  |  |  |  |  |  |  |                                  |  |  |  |
| |                                                                  |  |  |  |  |  |  |  |  |  |  |  |                                  |  |  |  |
| |                                                                  |  |  |  |  |  |  |  |  |  |  |  |                                  |  |  |  |
| |                                                                  |  |  |  |  |  |  |  |  |  |  |  |                                  |  |  |  |
| | 18. Christian IX của Đan Mạch                                    |  |  |  |  |  |  |  |  |  |  |  |                                  |  |  |  |
| |                                                                  |  |  |  |  |  |  |  |  |  |  |  |                                  |  |  |  |
| |                                                                  |  |  |  |  |  |  |  |  |  |  |  |                                  |  |  |  |
| |                                                                  |  |  |  |  |  |  |  |  |  |  |  |                                  |  |  |  |
| | 9. Alexandra của Đan Mạch                                        |  |  |  |  |  |  |  |  |  |  |  |                                  |  |  |  |
| |                                                                  |  |  |  |  |  |  |  |  |  |  |  |                                  |  |  |  |
| |                                                                  |  |  |  |  |  |  |  |  |  |  |  |                                  |  |  |  |
| |                                                                  |  |  |  |  |  |  |  |  |  |  |  |                                  |  |  |  |
| | 19. Luise xứ Hessen-Kassel                                       |  |  |  |  |  |  |  |  |  |  |  |                                  |  |  |  |
| |                                                                  |  |  |  |  |  |  |  |  |  |  |  |                                  |  |  |  |
| |                                                                  |  |  |  |  |  |  |  |  |  |  |  |                                  |  |  |  |
| |                                                                  |  |  |  |  |  |  |  |  |  |  |  |                                  |  |  |  |
| | 2. George VI của Anh                                             |  |  |  |  |  |  |  |  |  |  |  |                                  |  |  |  |
| |                                                                  |  |  |  |  |  |  |  |  |  |  |  |                                  |  |  |  |
| |                                                                  |  |  |  |  |  |  |  |  |  |  |  |                                  |  |  |  |
| |                                                                  |  |  |  |  |  |  |  |  |  |  |  |                                  |  |  |  |
| | 20. Công tước Alexander xứ Württemberg                           |  |  |  |  |  |  |  |  |  |  |  |                                  |  |  |  |
| |                                                                  |  |  |  |  |  |  |  |  |  |  |  |                                  |  |  |  |
| |                                                                  |  |  |  |  |  |  |  |  |  |  |  |                                  |  |  |  |
| |                                                                  |  |  |  |  |  |  |  |  |  |  |  |                                  |  |  |  |
| | 10. Francis, Công tước xứ Teck                                   |  |  |  |  |  |  |  |  |  |  |  |                                  |  |  |  |
| |                                                                  |  |  |  |  |  |  |  |  |  |  |  |                                  |  |  |  |
| |                                                                  |  |  |  |  |  |  |  |  |  |  |  |                                  |  |  |  |
| |                                                                  |  |  |  |  |  |  |  |  |  |  |  |                                  |  |  |  |
| | 21. Claudine Rhédey von Kis-Rhéde                                |  |  |  |  |  |  |  |  |  |  |  |                                  |  |  |  |
| |                                                                  |  |  |  |  |  |  |  |  |  |  |  |                                  |  |  |  |
| |                                                                  |  |  |  |  |  |  |  |  |  |  |  |                                  |  |  |  |
| |                                                                  |  |  |  |  |  |  |  |  |  |  |  |                                  |  |  |  |
| | 5. Mary xứ Teck                                                  |  |  |  |  |  |  |  |  |  |  |  |                                  |  |  |  |
| |                                                                  |  |  |  |  |  |  |  |  |  |  |  |                                  |  |  |  |
| |                                                                  |  |  |  |  |  |  |  |  |  |  |  |                                  |  |  |  |
| |                                                                  |  |  |  |  |  |  |  |  |  |  |  |                                  |  |  |  |
| | 22. Vương tử Adolphus, Công tước xứ Cambridge                    |  |  |  |  |  |  |  |  |  |  |  |                                  |  |  |  |
| |                                                                  |  |  |  |  |  |  |  |  |  |  |  |                                  |  |  |  |
| |                                                                  |  |  |  |  |  |  |  |  |  |  |  |                                  |  |  |  |
| |                                                                  |  |  |  |  |  |  |  |  |  |  |  |                                  |  |  |  |
| | 11. Mary Adelaide xứ Cambridge                                   |  |  |  |  |  |  |  |  |  |  |  |                                  |  |  |  |
| |                                                                  |  |  |  |  |  |  |  |  |  |  |  |                                  |  |  |  |
| |                                                                  |  |  |  |  |  |  |  |  |  |  |  |                                  |  |  |  |
| |                                                                  |  |  |  |  |  |  |  |  |  |  |  |                                  |  |  |  |
| | 23. Auguste xứ Hessen                                            |  |  |  |  |  |  |  |  |  |  |  |                                  |  |  |  |
| |                                                                  |  |  |  |  |  |  |  |  |  |  |  |                                  |  |  |  |
| |                                                                  |  |  |  |  |  |  |  |  |  |  |  |                                  |  |  |  |
| |                                                                  |  |  |  |  |  |  |  |  |  |  |  |                                  |  |  |  |
| | 1. Magaret của Liên hiệp Anh                                     |  |  |  |  |  |  |  |  |  |  |  |                                  |  |  |  |
| |                                                                  |  |  |  |  |  |  |  |  |  |  |  |                                  |  |  |  |
| |                                                                  |  |  |  |  |  |  |  |  |  |  |  |                                  |  |  |  |
| |                                                                  |  |  |  |  |  |  |  |  |  |  |  |                                  |  |  |  |
| | 24. Thomas Lyon-Bowes, Lord Glamis                               |  |  |  |  |  |  |  |  |  |  |  |                                  |  |  |  |
| |                                                                  |  |  |  |  |  |  |  |  |  |  |  |                                  |  |  |  |
| |                                                                  |  |  |  |  |  |  |  |  |  |  |  |                                  |  |  |  |
| |                                                                  |  |  |  |  |  |  |  |  |  |  |  |                                  |  |  |  |
| | 12. Claude Bowes-Lyon, Bá tước thứ 13 xứ Strathmore và Kinghorne |  |  |  |  |  |  |  |  |  |  |  |                                  |  |  |  |
| |                                                                  |  |  |  |  |  |  |  |  |  |  |  |                                  |  |  |  |
| |                                                                  |  |  |  |  |  |  |  |  |  |  |  |                                  |  |  |  |
| |                                                                  |  |  |  |  |  |  |  |  |  |  |  |                                  |  |  |  |
| | 25. Charlotte Grimstead                                          |  |  |  |  |  |  |  |  |  |  |  |                                  |  |  |  |
| |                                                                  |  |  |  |  |  |  |  |  |  |  |  |                                  |  |  |  |
| |                                                                  |  |  |  |  |  |  |  |  |  |  |  |                                  |  |  |  |
| |                                                                  |  |  |  |  |  |  |  |  |  |  |  |                                  |  |  |  |
| | 6. Claude Bowes-Lyon, Bá tước thứ 14 xứ Strathmore và Kinghorne  |  |  |  |  |  |  |  |  |  |  |  |                                  |  |  |  |
| |                                                                  |  |  |  |  |  |  |  |  |  |  |  |                                  |  |  |  |
| |                                                                  |  |  |  |  |  |  |  |  |  |  |  |                                  |  |  |  |
| |                                                                  |  |  |  |  |  |  |  |  |  |  |  |                                  |  |  |  |
| | 26. Oswald Smith                                                 |  |  |  |  |  |  |  |  |  |  |  |                                  |  |  |  |
| |                                                                  |  |  |  |  |  |  |  |  |  |  |  |                                  |  |  |  |
| |                                                                  |  |  |  |  |  |  |  |  |  |  |  |                                  |  |  |  |
| |                                                                  |  |  |  |  |  |  |  |  |  |  |  |                                  |  |  |  |
| | 13. Frances Dora Smith                                           |  |  |  |  |  |  |  |  |  |  |  |                                  |  |  |  |
| |                                                                  |  |  |  |  |  |  |  |  |  |  |  |                                  |  |  |  |
| |                                                                  |  |  |  |  |  |  |  |  |  |  |  |                                  |  |  |  |
| |                                                                  |  |  |  |  |  |  |  |  |  |  |  |                                  |  |  |  |
| | 27. Henrietta Hodgson                                            |  |  |  |  |  |  |  |  |  |  |  |                                  |  |  |  |
| |                                                                  |  |  |  |  |  |  |  |  |  |  |  |                                  |  |  |  |
| |                                                                  |  |  |  |  |  |  |  |  |  |  |  |                                  |  |  |  |
| |                                                                  |  |  |  |  |  |  |  |  |  |  |  |                                  |  |  |  |
| | 3. Elizabeth Bowes-Lyon                                          |  |  |  |  |  |  |  |  |  |  |  |                                  |  |  |  |
| |                                                                  |  |  |  |  |  |  |  |  |  |  |  |                                  |  |  |  |
| |                                                                  |  |  |  |  |  |  |  |  |  |  |  |                                  |  |  |  |
| |                                                                  |  |  |  |  |  |  |  |  |  |  |  |                                  |  |  |  |
| | 28. William Charles Augustus Cavendish-Bentinck                  |  |  |  |  |  |  |  |  |  |  |  |                                  |  |  |  |
| |                                                                  |  |  |  |  |  |  |  |  |  |  |  |                                  |  |  |  |
| |                                                                  |  |  |  |  |  |  |  |  |  |  |  |                                  |  |  |  |
| |                                                                  |  |  |  |  |  |  |  |  |  |  |  |                                  |  |  |  |
| | 14. Charles William Frederick Cavendish-Bentinck                 |  |  |  |  |  |  |  |  |  |  |  |                                  |  |  |  |
| |                                                                  |  |  |  |  |  |  |  |  |  |  |  |                                  |  |  |  |
| |                                                                  |  |  |  |  |  |  |  |  |  |  |  |                                  |  |  |  |
| |                                                                  |  |  |  |  |  |  |  |  |  |  |  |                                  |  |  |  |
| | 29. Anne Wellesley                                               |  |  |  |  |  |  |  |  |  |  |  |                                  |  |  |  |
| |                                                                  |  |  |  |  |  |  |  |  |  |  |  |                                  |  |  |  |
| |                                                                  |  |  |  |  |  |  |  |  |  |  |  |                                  |  |  |  |
| |                                                                  |  |  |  |  |  |  |  |  |  |  |  |                                  |  |  |  |
| | 7. Cecilia Cavendish-Bentinck                                    |  |  |  |  |  |  |  |  |  |  |  |                                  |  |  |  |
| |                                                                  |  |  |  |  |  |  |  |  |  |  |  |                                  |  |  |  |
| |                                                                  |  |  |  |  |  |  |  |  |  |  |  |                                  |  |  |  |
| |                                                                  |  |  |  |  |  |  |  |  |  |  |  |                                  |  |  |  |
| | 30. Edwyn Burnaby                                                |  |  |  |  |  |  |  |  |  |  |  |                                  |  |  |  |
| |                                                                  |  |  |  |  |  |  |  |  |  |  |  |                                  |  |  |  |
| |                                                                  |  |  |  |  |  |  |  |  |  |  |  |                                  |  |  |  |
| |                                                                  |  |  |  |  |  |  |  |  |  |  |  |                                  |  |  |  |
| | 15. Caroline Louisa Burnaby                                      |  |  |  |  |  |  |  |  |  |  |  |                                  |  |  |  |
| |                                                                  |  |  |  |  |  |  |  |  |  |  |  |                                  |  |  |  |
| |                                                                  |  |  |  |  |  |  |  |  |  |  |  |                                  |  |  |  |
| |                                                                  |  |  |  |  |  |  |  |  |  |  |  |                                  |  |  |  |
| | 31. Anne Caroline Salisbury                                      |  |  |  |  |  |  |  |  |  |  |  |                                  |  |  |  |
| |                                                                  |  |  |  |  |  |  |  |  |  |  |  |                                  |  |  |  |
| |                                                                  |  |  |  |  |  |  |  |  |  |  |  |                                  |  |  |  |

## Danh sách tham khảo
- Aronson, Theo (2001), Princess Margaret: A Biography, London: Michael O'Mara Books Limited, ISBN 1-85479-682-8
- Botham, Noel (2002), Margaret: The Last Real Princess, London: Blake Publishing Ltd, ISBN 1-903402-64-6
- Bradford, Sarah; Harrison, B.; Goldman, L. (tháng 1 năm 2006). "Margaret Rose, Princess, countess of Snowdon (1930–2002)". Oxford Dictionary of National Biography (ấn bản thứ 2008). Oxford University Press. doi:10.1093/ref:odnb/76713. Truy cập ngày 7 tháng 12 năm 2008. (yêu cầu Đăng ký hoặc có quyền thành viên của thư viện công cộng Anh.)
- Crawford, Marion (1950), The Little Princesses, London: Cassell and Co
- Heald, Tim (2007), Princess Margaret: A Life Unravelled, London: Weidenfeld and Nicolson, ISBN 978-0-297-84820-2
- Warwick, Christopher (2002), Princess Margaret: A Life of Contrasts, London: Carlton Publishing Group, ISBN 0-233-05106-6